# ITF Women's Circuit 2008
L'ITF Women's Circuit 2008 è stata una serie di tornei gestita dall'organo internazionale del tennis, l'ITF. Lo scopo di questi tornei è quello di permettere, in particolare alle giovani tenniste, di migliorare la loro classifica per giocare in tornei più importanti. L'ITF Women's Circuit comprende tornei che hanno montepremi che vanno dai 10.000 ai 100.000 dollari.

## Gennaio
| Settimana  | Torneo | Vincitrice                                            | Finalista                             | Semifinaliste                            | Quarti di finale                                           |
| ---------- | --- | ----------------------------------------------------- | ------------------------------------- | ---------------------------------------- | ---------------------------------------------------------- |
| 7 gennaio  | Westgate Printing Grand Slam Futures Tampa Bay 2008 Tampa, USA Cemento $25 000 Singolare - Doppio                                                              | Anastasija Pivovarova 6-4, 6-0                        | Audra Cohen                           | Petra Rampre Corinna Dentoni             | Soledad Esperon Kimberly Couts Betina Jozami Alexis Gordon |
| 7 gennaio  | Westgate Printing Grand Slam Futures Tampa Bay 2008 Tampa, USA Cemento $25 000 Singolare - Doppio                                                              | Soledad Esperon Frederica Piedade 6-2, 6(2)–7, [10-7] | Corinna Dentoni Anastasija Pivovarova | Petra Rampre Corinna Dentoni             | Soledad Esperon Kimberly Couts Betina Jozami Alexis Gordon |
| 14 gennaio | City Of Surprise Women's Open 2008 Surprise, USA Cemento $25 000 Singolare - Doppio                                                                            | Sesil Karatančeva 6-2, 4-6, 6-4                       | Angela Haynes                         | Anastasija Pivovarova Viktorija Kutuzova | Allie Will Amber Liu Magdaléna Rybáriková Kathrin Wörle    |
| 14 gennaio | City Of Surprise Women's Open 2008 Surprise, USA Cemento $25 000 Singolare - Doppio                                                                            |                                                       |                                       | Anastasija Pivovarova Viktorija Kutuzova | Allie Will Amber Liu Magdaléna Rybáriková Kathrin Wörle    |
| 14 gennaio | Internationaler Württembergische Damen-Tennis-Meisterschaften um den Stuttgarter Stadtpokal 2008 Stoccarda, Germania Cemento indoor $10,000 Singolare - Doppio |                                                       |                                       |                                          |                                                            |
| 14 gennaio | Internationaler Württembergische Damen-Tennis-Meisterschaften um den Stuttgarter Stadtpokal 2008 Stoccarda, Germania Cemento indoor $10,000 Singolare - Doppio |                                                       |                                       |                                          |                                                            |
| 14 gennaio | AEGON Pro Series Sunderland 2008 Sunderland, Gran Bretagna Cemento indoor $10,000 Singolare - Doppio                                                           |                                                       |                                       |                                          |                                                            |
| 14 gennaio | AEGON Pro Series Sunderland 2008 Sunderland, Gran Bretagna Cemento indoor $10,000 Singolare - Doppio                                                           |                                                       |                                       |                                          |                                                            |
| 21 gennaio | Waikoloa Championships 2008 Waikoloa, USA Cemento indoor $50,000 Singolare - Doppio                                                                            |                                                       |                                       |                                          |                                                            |
| 21 gennaio | Waikoloa Championships 2008 Waikoloa, USA Cemento indoor $50,000 Singolare - Doppio                                                                            |                                                       |                                       |                                          |                                                            |
| 21 gennaio | Open GDF Suez De L'Isere 2008 Grenoble, Francia Cemento indoor $10,000 Singolare - Doppio                                                                      |                                                       |                                       |                                          |                                                            |
| 21 gennaio | Open GDF Suez De L'Isere 2008 Grenoble, Francia Cemento indoor $10,000 Singolare - Doppio                                                                      |                                                       |                                       |                                          |                                                            |
| 21 gennaio | Segro International 2008 Kaarst, Germania Sintetico indoor $10,000 Singolare - Doppio                                                                          |                                                       |                                       |                                          |                                                            |
| 21 gennaio | Segro International 2008 Kaarst, Germania Sintetico indoor $10,000 Singolare - Doppio                                                                          |                                                       |                                       |                                          |                                                            |
| 21 gennaio | AEGON Pro Series Wrexham 2008 Wrexham, Gran Bretagna Cemento indoor $10,000 Singolare - Doppio                                                                 |                                                       |                                       |                                          |                                                            |
| 21 gennaio | AEGON Pro Series Wrexham 2008 Wrexham, Gran Bretagna Cemento indoor $10,000 Singolare - Doppio                                                                 |                                                       |                                       |                                          |                                                            |
| 28 gennaio | Torneo La Quinta Resort and Club 2008 La Quinta, USA Cemento $25,000 Singolare - Doppio                                                                        |                                                       |                                       |                                          |                                                            |
| 28 gennaio | Torneo La Quinta Resort and Club 2008 La Quinta, USA Cemento $25,000 Singolare - Doppio                                                                        |                                                       |                                       |                                          |                                                            |
| 28 gennaio | Open GDF Suez de Belfort 2008 Belfort, Francia Sintetico indoor $25,000 Singolare - Doppio                                                                     |                                                       |                                       |                                          |                                                            |
| 28 gennaio | Open GDF Suez de Belfort 2008 Belfort, Francia Sintetico indoor $25,000 Singolare - Doppio                                                                     |                                                       |                                       |                                          |                                                            |

## Febbraio
| Settimana   | Torneo | Vincitrice | Finalista | Semifinaliste | Quarti di finale |
| ----------- | --- | ---------- | --------- | ------------- | ---------------- |
| 4 febbraio  | Dow Corning Tennis Classic 2008 Midland, USA Cemento indoor $75,000 Singolare - Doppio                                          |            |           |               |                  |
| 4 febbraio  | Dow Corning Tennis Classic 2008 Midland, USA Cemento indoor $75,000 Singolare - Doppio                                          |            |           |               |                  |
| 4 febbraio  | AEGON Pro Series Sutton 2008 Sutton, Gran Bretagna Cemento indoor $25,000 Singolare - Doppio                                    |            |           |               |                  |
| 4 febbraio  | AEGON Pro Series Sutton 2008 Sutton, Gran Bretagna Cemento indoor $25,000 Singolare - Doppio                                    |            |           |               |                  |
| 4 febbraio  | Mildura Grand Tennis International 2008 Mildura, Australia Erba $25,000 Singolare - Doppio                                      |            |           |               |                  |
| 4 febbraio  | Mildura Grand Tennis International 2008 Mildura, Australia Erba $25,000 Singolare - Doppio                                      |            |           |               |                  |
| 4 febbraio  | Vale do Lobo Ladies Open 2008 Vale do Lobo, Portogallo Cemento $10,000 Singolare - Doppio                                       |            |           |               |                  |
| 4 febbraio  | Vale do Lobo Ladies Open 2008 Vale do Lobo, Portogallo Cemento $10,000 Singolare - Doppio                                       |            |           |               |                  |
| 4 febbraio  | Torneo Mallorca I 2008 Maiorca, Spagna Terra rossa $10,000 Singolare - Doppio                                                   |            |           |               |                  |
| 4 febbraio  | Torneo Mallorca I 2008 Maiorca, Spagna Terra rossa $10,000 Singolare - Doppio                                                   |            |           |               |                  |
| 4 febbraio  | Copa Bionaire 2008 Cali, Colombia Terra rossa $25,000 Singolare - Doppio                                                        |            |           |               |                  |
| 4 febbraio  | Copa Bionaire 2008 Cali, Colombia Terra rossa $25,000 Singolare - Doppio                                                        |            |           |               |                  |
| 11 febbraio | Stockholm Ladies 2008 Stoccolma, Svezia Cemento indoor $25,000 Singolare - Doppio                                               |            |           |               |                  |
| 11 febbraio | Stockholm Ladies 2008 Stoccolma, Svezia Cemento indoor $25,000 Singolare - Doppio                                               |            |           |               |                  |
| 11 febbraio | Berri International 2008 Berri, Australia Erba $25,000 Singolare - Doppio                                                       |            |           |               |                  |
| 11 febbraio | Berri International 2008 Berri, Australia Erba $25,000 Singolare - Doppio                                                       |            |           |               |                  |
| 11 febbraio | Albufeira Ladies Open 2008 Albufeira, Portogallo Cemento $10,000 Singolare - Doppio                                             |            |           |               |                  |
| 11 febbraio | Albufeira Ladies Open 2008 Albufeira, Portogallo Cemento $10,000 Singolare - Doppio                                             |            |           |               |                  |
| 11 febbraio | Torneo Mallorca II 2008 Maiorca, Spagna Terra rossa $10,000 Singolare - Doppio                                                  |            |           |               |                  |
| 11 febbraio | Torneo Mallorca II 2008 Maiorca, Spagna Terra rossa $10,000 Singolare - Doppio                                                  |            |           |               |                  |
| 11 febbraio | Arezzo Open 2008 Arezzo, Italia Terra rossa indoor $10,000 Singolare - Doppio                                                   |            |           |               |                  |
| 11 febbraio | Arezzo Open 2008 Arezzo, Italia Terra rossa indoor $10,000 Singolare - Doppio                                                   |            |           |               |                  |
| 18 febbraio | Sheriff Jim Coats Clearwater Women's Open 2008 Clearwater, USA Cemento $25,000 Singolare - Doppio                               |            |           |               |                  |
| 18 febbraio | Sheriff Jim Coats Clearwater Women's Open 2008 Clearwater, USA Cemento $25,000 Singolare - Doppio                               |            |           |               |                  |
| 18 febbraio | ITF Women's Circuit Melilla 2008 Melilla, Spagna Cemento $10,000 Singolare - Doppio                                             |            |           |               |                  |
| 18 febbraio | ITF Women's Circuit Melilla 2008 Melilla, Spagna Cemento $10,000 Singolare - Doppio                                             |            |           |               |                  |
| 18 febbraio | Portimao Tivoli Ladies Open 2008 Portimão, Portogallo Sintetico indoor $10,000 Singolare - Doppio                               |            |           |               |                  |
| 18 febbraio | Portimao Tivoli Ladies Open 2008 Portimão, Portogallo Sintetico indoor $10,000 Singolare - Doppio                               |            |           |               |                  |
| 18 febbraio | Internazionali della Franciacorta 2008 Capriolo, Italia Sintetico indoor $25,000 Singolare - Doppio                             |            |           |               |                  |
| 18 febbraio | Internazionali della Franciacorta 2008 Capriolo, Italia Sintetico indoor $25,000 Singolare - Doppio                             |            |           |               |                  |
| 18 febbraio | ITF Women's Circuit Benin City 2008 Benin City, Nigeria Cemento $10,000 Singolare - Doppio                                      |            |           |               |                  |
| 18 febbraio | ITF Women's Circuit Benin City 2008 Benin City, Nigeria Cemento $10,000 Singolare - Doppio                                      |            |           |               |                  |
| 25 febbraio | ITF Women's Circuit Benin City 2 2008 Benin City, Nigeria Cemento $10,000 Singolare - Doppio                                    |            |           |               |                  |
| 25 febbraio | ITF Women's Circuit Benin City 2 2008 Benin City, Nigeria Cemento $10,000 Singolare - Doppio                                    |            |           |               |                  |
| 25 febbraio | Emerald Coast Association of Realtors $25,000 Women's Challenger 2008 Fort Walton Beach, USA Cemento $25,000 Singolare - Doppio |            |           |               |                  |
| 25 febbraio | Emerald Coast Association of Realtors $25,000 Women's Challenger 2008 Fort Walton Beach, USA Cemento $25,000 Singolare - Doppio |            |           |               |                  |
| 25 febbraio | ITrofeu Oxidoc 2008 Sant Boi de Llobregat, Spagna Terra rossa $10,000 Singolare - Doppio                                        |            |           |               |                  |
| 25 febbraio | ITrofeu Oxidoc 2008 Sant Boi de Llobregat, Spagna Terra rossa $10,000 Singolare - Doppio                                        |            |           |               |                  |
| 25 febbraio | ITF Women's Circuit Ramat HaSharon 2008 Ramat HaSharon, Israele Sintetico indoor $10,000 Singolare - Doppio                     |            |           |               |                  |
| 25 febbraio | ITF Women's Circuit Ramat HaSharon 2008 Ramat HaSharon, Israele Sintetico indoor $10,000 Singolare - Doppio                     |            |           |               |                  |
| 25 febbraio | Internationale Badische Damen Hallenmeisterschaften 2008 Buchen, Germania Sintetico indoor $10,000 Singolare - Doppio           |            |           |               |                  |
| 25 febbraio | Internationale Badische Damen Hallenmeisterschaften 2008 Buchen, Germania Sintetico indoor $10,000 Singolare - Doppio           |            |           |               |                  |
| 25 febbraio | ITF Women's Circuit Wellington 2008 Wellington, Nuova Zelanda Cemento $10,000 Singolare - Doppio                                |            |           |               |                  |
| 25 febbraio | ITF Women's Circuit Wellington 2008 Wellington, Nuova Zelanda Cemento $10,000 Singolare - Doppio                                |            |           |               |                  |

## Marzo
| Settimana | Torneo | Vincitrice | Finalista | Semifinaliste | Quarti di finale |
| --------- | --- | ---------- | --------- | ------------- | ---------------- |
| 3 marzo   | Lexus of Las Vegas Open 2008 Las Vegas, USA Cemento $50,000 Singolare - Doppio                                  |            |           |               |                  |
| 3 marzo   | Lexus of Las Vegas Open 2008 Las Vegas, USA Cemento $50,000 Singolare - Doppio                                  |            |           |               |                  |
| 3 marzo   | Pavlov Cup 2008 Minsk, Bielorussia Sintetico indoor $25,000 Singolare - Doppio                                  |            |           |               |                  |
| 3 marzo   | Pavlov Cup 2008 Minsk, Bielorussia Sintetico indoor $25,000 Singolare - Doppio                                  |            |           |               |                  |
| 3 marzo   | Trofeu Internacional ITF Femení 2008 Sabadell, Spagna Terra rossa $10,000 Singolare - Doppio                    |            |           |               |                  |
| 3 marzo   | Trofeu Internacional ITF Femení 2008 Sabadell, Spagna Terra rossa $10,000 Singolare - Doppio                    |            |           |               |                  |
| 3 marzo   | ITF Women's Circuit Ramat HaSharon 2 2008 Ramat HaSharon, Israele Cemento $10,000 Singolare - Doppio            |            |           |               |                  |
| 3 marzo   | ITF Women's Circuit Ramat HaSharon 2 2008 Ramat HaSharon, Israele Cemento $10,000 Singolare - Doppio            |            |           |               |                  |
| 3 marzo   | ITF Women's Circuit Hamilton 2008 Hamilton, Nuova Zelanda Cemento $10,000 Singolare - Doppio                    |            |           |               |                  |
| 3 marzo   | ITF Women's Circuit Hamilton 2008 Hamilton, Nuova Zelanda Cemento $10,000 Singolare - Doppio                    |            |           |               |                  |
| 10 marzo  | Gold Fields St Ives Tennis International 2008 Kalgoorlie, Australia Cemento $25,000 Singolare - Doppio          |            |           |               |                  |
| 10 marzo  | Gold Fields St Ives Tennis International 2008 Kalgoorlie, Australia Cemento $25,000 Singolare - Doppio          |            |           |               |                  |
| 10 marzo  | Ciudad de Las Palmas 2008 Las Palmas de Gran Canaria, Spagna Cemento $25,000 Singolare - Doppio                 |            |           |               |                  |
| 10 marzo  | Ciudad de Las Palmas 2008 Las Palmas de Gran Canaria, Spagna Cemento $25,000 Singolare - Doppio                 |            |           |               |                  |
| 10 marzo  | Open GDF SUEZ de Bourgogne 2008 Digione, Francia Cemento indoor $10,000 Singolare - Doppio                      |            |           |               |                  |
| 10 marzo  | Open GDF SUEZ de Bourgogne 2008 Digione, Francia Cemento indoor $10,000 Singolare - Doppio                      |            |           |               |                  |
| 10 marzo  | Bsksecurmark Cup 2008 Roma, Italia Terra rossa $10,000 Singolare - Doppio                                       |            |           |               |                  |
| 10 marzo  | Bsksecurmark Cup 2008 Roma, Italia Terra rossa $10,000 Singolare - Doppio                                       |            |           |               |                  |
| 10 marzo  | ITF Women's Circuit New Delhi 2008 Nuova Delhi, India Cemento $50,000 Singolare - Doppio                        |            |           |               |                  |
| 10 marzo  | ITF Women's Circuit New Delhi 2008 Nuova Delhi, India Cemento $50,000 Singolare - Doppio                        |            |           |               |                  |
| 10 marzo  | Vanessa Phillips Women's Circuit 2008 Ramat HaSharon, Israele Cemento $10,000 Singolare - Doppio                |            |           |               |                  |
| 10 marzo  | Vanessa Phillips Women's Circuit 2008 Ramat HaSharon, Israele Cemento $10,000 Singolare - Doppio                |            |           |               |                  |
| 10 marzo  | ITF Women's Circuit Cairo 2008 Cairo, Egitto Terra rossa $10,000 Singolare - Doppio                             |            |           |               |                  |
| 10 marzo  | ITF Women's Circuit Cairo 2008 Cairo, Egitto Terra rossa $10,000 Singolare - Doppio                             |            |           |               |                  |
| 17 marzo  | ITF Women's Circuit Ain Alsoukhna 2008 Ain Alsoukhna, Egitto Terra rossa $10,000 Singolare - Doppio             |            |           |               |                  |
| 17 marzo  | ITF Women's Circuit Ain Alsoukhna 2008 Ain Alsoukhna, Egitto Terra rossa $10,000 Singolare - Doppio             |            |           |               |                  |
| 17 marzo  | ITF Women's Circuit Noida 2008 Noida, India Cemento $25,000 Singolare - Doppio                                  |            |           |               |                  |
| 17 marzo  | ITF Women's Circuit Noida 2008 Noida, India Cemento $25,000 Singolare - Doppio                                  |            |           |               |                  |
| 17 marzo  | Neva Cup 2008 San Pietroburgo, Russia Cemento indoor $25,000 Singolare - Doppio                                 |            |           |               |                  |
| 17 marzo  | Neva Cup 2008 San Pietroburgo, Russia Cemento indoor $25,000 Singolare - Doppio                                 |            |           |               |                  |
| 17 marzo  | Sorrento International 2008 Sorrento, Australia Cemento $25,000 Singolare - Doppio                              |            |           |               |                  |
| 17 marzo  | Sorrento International 2008 Sorrento, Australia Cemento $25,000 Singolare - Doppio                              |            |           |               |                  |
| 17 marzo  | USTA Challenger of Redding 2008 Redding, USA Cemento $25,000 Singolare - Doppio                                 |            |           |               |                  |
| 17 marzo  | USTA Challenger of Redding 2008 Redding, USA Cemento $25,000 Singolare - Doppio                                 |            |           |               |                  |
| 17 marzo  | Ciudad Santa Cruz De Tenerife 2008 Tenerife, Spagna Cemento $25,000 Singolare - Doppio                          |            |           |               |                  |
| 17 marzo  | Ciudad Santa Cruz De Tenerife 2008 Tenerife, Spagna Cemento $25,000 Singolare - Doppio                          |            |           |               |                  |
| 17 marzo  | Internationaux Féminins d'Amiens 2008 Amiens, Francia Terra rossa indoor $10,000 Singolare - Doppio             |            |           |               |                  |
| 17 marzo  | Internationaux Féminins d'Amiens 2008 Amiens, Francia Terra rossa indoor $10,000 Singolare - Doppio             |            |           |               |                  |
| 17 marzo  | Markopoulo Mesogea Tournament 2008 Porto Rafti, Grecia Cemento $10,000 Singolare - Doppio                       |            |           |               |                  |
| 17 marzo  | Markopoulo Mesogea Tournament 2008 Porto Rafti, Grecia Cemento $10,000 Singolare - Doppio                       |            |           |               |                  |
| 17 marzo  | Eurotools Cup 2008 Pomezia, Italia Terra rossa $10,000 Singolare - Doppio                                       |            |           |               |                  |
| 17 marzo  | Eurotools Cup 2008 Pomezia, Italia Terra rossa $10,000 Singolare - Doppio                                       |            |           |               |                  |
| 17 marzo  | AEGON Pro Series Bath ITF 2008 Bath, Gran Bretagna Cemento indoor $10,000 Singolare - Doppio                    |            |           |               |                  |
| 17 marzo  | AEGON Pro Series Bath ITF 2008 Bath, Gran Bretagna Cemento indoor $10,000 Singolare - Doppio                    |            |           |               |                  |
| 24 marzo  | Tangipahoa Tourism $25,000 Women'S Pro Classic 2008 Hammond, USA Cemento $25,000 Singolare - Doppio             |            |           |               |                  |
| 24 marzo  | Tangipahoa Tourism $25,000 Women'S Pro Classic 2008 Hammond, USA Cemento $25,000 Singolare - Doppio             |            |           |               |                  |
| 24 marzo  | Spring Cup 2008 Mosca, Russia Cemento indoor $25,000 Singolare - Doppio                                         |            |           |               |                  |
| 24 marzo  | Spring Cup 2008 Mosca, Russia Cemento indoor $25,000 Singolare - Doppio                                         |            |           |               |                  |
| 24 marzo  | Open Isla Bonita 2008 La Palma, Spagna Cemento $25,000 Singolare - Doppio                                       |            |           |               |                  |
| 24 marzo  | Open Isla Bonita 2008 La Palma, Spagna Cemento $25,000 Singolare - Doppio                                       |            |           |               |                  |
| 24 marzo  | The Jersey International 2008 Jersey, Gran Bretagna Cemento indoor $25,000 Singolare - Doppio                   |            |           |               |                  |
| 24 marzo  | The Jersey International 2008 Jersey, Gran Bretagna Cemento indoor $25,000 Singolare - Doppio                   |            |           |               |                  |
| 24 marzo  | Limburg Open 2008 Tessenderlo, Belgio Terra rossa indoor $25,000 Singolare - Doppio                             |            |           |               |                  |
| 24 marzo  | Limburg Open 2008 Tessenderlo, Belgio Terra rossa indoor $25,000 Singolare - Doppio                             |            |           |               |                  |
| 24 marzo  | ITF Women's Circuit Athens-Goudi 2008 Atene-Goudi, Grecia Cemento $10,000 Singolare - Doppio                    |            |           |               |                  |
| 24 marzo  | ITF Women's Circuit Athens-Goudi 2008 Atene-Goudi, Grecia Cemento $10,000 Singolare - Doppio                    |            |           |               |                  |
| 24 marzo  | Latina Women's Cup 2008 Latina, Italia Terra rossa $50,000 Singolare - Doppio                                   |            |           |               |                  |
| 24 marzo  | Latina Women's Cup 2008 Latina, Italia Terra rossa $50,000 Singolare - Doppio                                   |            |           |               |                  |
| 24 marzo  | ITF Women's Circuit Cairo 2008 Cairo, Egitto Terra rossa $10,000 Singolare - Doppio                             |            |           |               |                  |
| 24 marzo  | ITF Women's Circuit Cairo 2008 Cairo, Egitto Terra rossa $10,000 Singolare - Doppio                             |            |           |               |                  |
| 24 marzo  | ITF Women's Circuit Toluca 2008 Toluca, Messico Cemento $10,000 Singolare - Doppio                              |            |           |               |                  |
| 24 marzo  | ITF Women's Circuit Toluca 2008 Toluca, Messico Cemento $10,000 Singolare - Doppio                              |            |           |               |                  |
| 31 marzo  | ITF Women's Circuit Obregon 2008 Ciudad Obregón, Messico Cemento $10,000 Singolare - Doppio                     |            |           |               |                  |
| 31 marzo  | ITF Women's Circuit Obregon 2008 Ciudad Obregón, Messico Cemento $10,000 Singolare - Doppio                     |            |           |               |                  |
| 31 marzo  | Hamburg Ladies Open 2008 Amburgo, Germania Sintetico indoor $25,000 Singolare - Doppio                          |            |           |               |                  |
| 31 marzo  | Hamburg Ladies Open 2008 Amburgo, Germania Sintetico indoor $25,000 Singolare - Doppio                          |            |           |               |                  |
| 31 marzo  | Pelham Racquet Club Women's $25K Pro Circuit Challenger 2008 Pelham, USA Terra rossa $25,000 Singolare - Doppio |            |           |               |                  |
| 31 marzo  | Pelham Racquet Club Women's $25K Pro Circuit Challenger 2008 Pelham, USA Terra rossa $25,000 Singolare - Doppio |            |           |               |                  |
| 31 marzo  | Torneo Tirreno Power 2008 Civitavecchia, Italia Terra rossa $25,000 Singolare - Doppio                          |            |           |               |                  |
| 31 marzo  | Torneo Tirreno Power 2008 Civitavecchia, Italia Terra rossa $25,000 Singolare - Doppio                          |            |           |               |                  |
| 31 marzo  | Patras Cup 2008 Patrasso, Grecia Cemento $50,000 Singolare - Doppio                                             |            |           |               |                  |
| 31 marzo  | Patras Cup 2008 Patrasso, Grecia Cemento $50,000 Singolare - Doppio                                             |            |           |               |                  |
| 31 marzo  | ITF Women's Circuit Antalya-Belek 2008 Antalya-Belek, Turchia Terra rossa $10,000 Singolare - Doppio            |            |           |               |                  |
| 31 marzo  | ITF Women's Circuit Antalya-Belek 2008 Antalya-Belek, Turchia Terra rossa $10,000 Singolare - Doppio            |            |           |               |                  |
| 31 marzo  | Cavtat Open 2008 Ragusa Vecchia, Croazia Terra rossa $10,000 Singolare - Doppio                                 |            |           |               |                  |
| 31 marzo  | Cavtat Open 2008 Ragusa Vecchia, Croazia Terra rossa $10,000 Singolare - Doppio                                 |            |           |               |                  |
| 31 marzo  | Koddaert Ladies Open 2008 Torhout, Belgio Cemento indoor $75,000 Singolare - Doppio                             |            |           |               |                  |
| 31 marzo  | Koddaert Ladies Open 2008 Torhout, Belgio Cemento indoor $75,000 Singolare - Doppio                             |            |           |               |                  |

## Aprile
| Settimana | Torneo | Vincitrice | Finalista | Semifinaliste | Quarti di finale |
| --------- | --- | ---------- | --------- | ------------- | ---------------- |
| 7 aprile  | Torneo Internacional de Tenis Femenino Ciudad de Monzón 2008 Monzón, Spagna Cemento $75,000 Singolare - Doppio         |            |           |               |                  |
| 7 aprile  | Torneo Internacional de Tenis Femenino Ciudad de Monzón 2008 Monzón, Spagna Cemento $75,000 Singolare - Doppio         |            |           |               |                  |
| 7 aprile  | St. Dominic USTA Pro Circuit $25,000 Women's Challenger 2008 Jackson, USA Terra rossa $25,000 Singolare - Doppio       |            |           |               |                  |
| 7 aprile  | St. Dominic USTA Pro Circuit $25,000 Women's Challenger 2008 Jackson, USA Terra rossa $25,000 Singolare - Doppio       |            |           |               |                  |
| 7 aprile  | Open GDF SUEZ de Biarritz 2008 Biarritz, Francia Terra rossa $25,000 Singolare - Doppio                                |            |           |               |                  |
| 7 aprile  | Open GDF SUEZ de Biarritz 2008 Biarritz, Francia Terra rossa $25,000 Singolare - Doppio                                |            |           |               |                  |
| 7 aprile  | ITF Women's Circuit Los Mochis 2008 Los Mochis, Messico Terra rossa $10,000 Singolare - Doppio                         |            |           |               |                  |
| 7 aprile  | ITF Women's Circuit Los Mochis 2008 Los Mochis, Messico Terra rossa $10,000 Singolare - Doppio                         |            |           |               |                  |
| 7 aprile  | ITF Women's Circuit Antalya-Belek 2008 Antalya-Belek, Turchia Terra rossa $10,000 Singolare - Doppio                   |            |           |               |                  |
| 7 aprile  | ITF Women's Circuit Antalya-Belek 2008 Antalya-Belek, Turchia Terra rossa $10,000 Singolare - Doppio                   |            |           |               |                  |
| 7 aprile  | Ciudad de Telde Trofeo Cblue 2008 Telde, Spagna Terra rossa $10,000 Singolare - Doppio                                 |            |           |               |                  |
| 7 aprile  | Ciudad de Telde Trofeo Cblue 2008 Telde, Spagna Terra rossa $10,000 Singolare - Doppio                                 |            |           |               |                  |
| 7 aprile  | Solaris Sibenik Open 2008 Sebenico, Croazia Terra rossa $10,000 Singolare - Doppio                                     |            |           |               |                  |
| 7 aprile  | Solaris Sibenik Open 2008 Sebenico, Croazia Terra rossa $10,000 Singolare - Doppio                                     |            |           |               |                  |
| 7 aprile  | Trofeo Magna Capitanata 2008 Foggia, Italia Terra rossa $10,000 Singolare - Doppio                                     |            |           |               |                  |
| 7 aprile  | Trofeo Magna Capitanata 2008 Foggia, Italia Terra rossa $10,000 Singolare - Doppio                                     |            |           |               |                  |
| 14 aprile | Open GDF SUEZ de Bretagne 2008 Saint-Malo, Francia Terra rossa $100,000+H Singolare - Doppio                           |            |           |               |                  |
| 14 aprile | Open GDF SUEZ de Bretagne 2008 Saint-Malo, Francia Terra rossa $100,000+H Singolare - Doppio                           |            |           |               |                  |
| 14 aprile | ITF Women's Circuit Palm Beach Gardens 2008 Palm Beach Gardens, USA Terra rossa $25,000 Singolare - Doppio             |            |           |               |                  |
| 14 aprile | ITF Women's Circuit Palm Beach Gardens 2008 Palm Beach Gardens, USA Terra rossa $25,000 Singolare - Doppio             |            |           |               |                  |
| 14 aprile | Trofeo Martino 2008 Bari, Italia Terra rossa $25,000 Singolare - Doppio                                                |            |           |               |                  |
| 14 aprile | Trofeo Martino 2008 Bari, Italia Terra rossa $25,000 Singolare - Doppio                                                |            |           |               |                  |
| 14 aprile | Copa Mazatlan 2008 Mazatlán, Messico Cemento $10,000 Singolare - Doppio                                                |            |           |               |                  |
| 14 aprile | Copa Mazatlan 2008 Mazatlán, Messico Cemento $10,000 Singolare - Doppio                                                |            |           |               |                  |
| 14 aprile | ITF Women's Circuit Antalya-Belek 2008 Antalya-Belek, Turchia Terra rossa $10,000 Singolare - Doppio                   |            |           |               |                  |
| 14 aprile | ITF Women's Circuit Antalya-Belek 2008 Antalya-Belek, Turchia Terra rossa $10,000 Singolare - Doppio                   |            |           |               |                  |
| 14 aprile | Torneo Isla Fuerteventura 2008 Fuerteventura, Spagna Sintetico $10,000 Singolare - Doppio                              |            |           |               |                  |
| 14 aprile | Torneo Isla Fuerteventura 2008 Fuerteventura, Spagna Sintetico $10,000 Singolare - Doppio                              |            |           |               |                  |
| 14 aprile | Bluesun Bol Ladies Open 2008 Bol, Croazia Terra rossa $10,000 Singolare - Doppio                                       |            |           |               |                  |
| 14 aprile | Bluesun Bol Ladies Open 2008 Bol, Croazia Terra rossa $10,000 Singolare - Doppio                                       |            |           |               |                  |
| 14 aprile | AAT Women's Circuit Villa Allende 2008 Villa Allende, Argentina Terra rossa $10,000 Singolare - Doppio                 |            |           |               |                  |
| 14 aprile | AAT Women's Circuit Villa Allende 2008 Villa Allende, Argentina Terra rossa $10,000 Singolare - Doppio                 |            |           |               |                  |
| 21 aprile | Dothan Pro Classic 2008 Dothan, USA Terra verde $75,000 Singolare - Doppio                                             |            |           |               |                  |
| 21 aprile | Dothan Pro Classic 2008 Dothan, USA Terra verde $75,000 Singolare - Doppio                                             |            |           |               |                  |
| 21 aprile | ITF Incheon Women's Challenger Tennis 2008 Incheon, Corea del Sud Cemento $25,000 Singolare - Doppio                   |            |           |               |                  |
| 21 aprile | ITF Incheon Women's Challenger Tennis 2008 Incheon, Corea del Sud Cemento $25,000 Singolare - Doppio                   |            |           |               |                  |
| 21 aprile | Namangan Women's Tournament 2008 Namangan, Uzbekistan Cemento $25,000 Singolare - Doppio                               |            |           |               |                  |
| 21 aprile | Namangan Women's Tournament 2008 Namangan, Uzbekistan Cemento $25,000 Singolare - Doppio                               |            |           |               |                  |
| 21 aprile | ITF Women's Circuit Toluca 2008 Toluca, Messico Cemento $10,000 Singolare - Doppio                                     |            |           |               |                  |
| 21 aprile | ITF Women's Circuit Toluca 2008 Toluca, Messico Cemento $10,000 Singolare - Doppio                                     |            |           |               |                  |
| 21 aprile | Torneo Internacional Ciutat de Torrent 2008 Torrent, Spagna Terra rossa $10,000 Singolare - Doppio                     |            |           |               |                  |
| 21 aprile | Torneo Internacional Ciutat de Torrent 2008 Torrent, Spagna Terra rossa $10,000 Singolare - Doppio                     |            |           |               |                  |
| 21 aprile | ITF Women's Circuit Naples 2008 Napoli, Italia Terra rossa $10,000 Singolare - Doppio                                  |            |           |               |                  |
| 21 aprile | ITF Women's Circuit Naples 2008 Napoli, Italia Terra rossa $10,000 Singolare - Doppio                                  |            |           |               |                  |
| 21 aprile | Gariful Hvar Open 2008 Lesina, Croazia Terra rossa $10,000 Singolare - Doppio                                          |            |           |               |                  |
| 21 aprile | Gariful Hvar Open 2008 Lesina, Croazia Terra rossa $10,000 Singolare - Doppio                                          |            |           |               |                  |
| 28 aprile | Open GDF SUEZ de Cagnes-sur-Mer Alpes-Maritimes 2008 Cagnes-Sur-Mer, Francia Terra rossa $100,000+H Singolare - Doppio |            |           |               |                  |
| 28 aprile | Open GDF SUEZ de Cagnes-sur-Mer Alpes-Maritimes 2008 Cagnes-Sur-Mer, Francia Terra rossa $100,000+H Singolare - Doppio |            |           |               |                  |
| 28 aprile | Boyd Tinsley Women’s Clay Court Classic 2008 Charlottesville, USA Terra verde $50,000 Singolare - Doppio               |            |           |               |                  |
| 28 aprile | Boyd Tinsley Women’s Clay Court Classic 2008 Charlottesville, USA Terra verde $50,000 Singolare - Doppio               |            |           |               |                  |
| 28 aprile | Makarska Ladies Open 2008 Macarsca, Croazia Terra rossa $50,000+H Singolare - Doppio                                   |            |           |               |                  |
| 28 aprile | Makarska Ladies Open 2008 Macarsca, Croazia Terra rossa $50,000+H Singolare - Doppio                                   |            |           |               |                  |
| 28 aprile | Kangaroo Cup International Ladies Open Tennis 2008 Gifu, Giappone Sintetico $50,000 Singolare - Doppio                 |            |           |               |                  |
| 28 aprile | Kangaroo Cup International Ladies Open Tennis 2008 Gifu, Giappone Sintetico $50,000 Singolare - Doppio                 |            |           |               |                  |
| 28 aprile | Bankaltim Women's Circuit 2008 Balikpapan, Indonesia Cemento $25,000 Singolare - Doppio                                |            |           |               |                  |
| 28 aprile | Bankaltim Women's Circuit 2008 Balikpapan, Indonesia Cemento $25,000 Singolare - Doppio                                |            |           |               |                  |
| 28 aprile | ITF Gimcheon Women's Challenger Tennis 2008 Gimcheon, Corea del Sud Cemento $25,000 Singolare - Doppio                 |            |           |               |                  |
| 28 aprile | ITF Gimcheon Women's Challenger Tennis 2008 Gimcheon, Corea del Sud Cemento $25,000 Singolare - Doppio                 |            |           |               |                  |
| 28 aprile | ITF Women's Circuit Adana 2008 Adana, Turchia Terra rossa $10,000 Singolare - Doppio                                   |            |           |               |                  |
| 28 aprile | ITF Women's Circuit Adana 2008 Adana, Turchia Terra rossa $10,000 Singolare - Doppio                                   |            |           |               |                  |
| 28 aprile | Internazionali Femminili di Tennis di Brescia 2008 Brescia, Italia Terra rossa $10,000 Singolare - Doppio              |            |           |               |                  |
| 28 aprile | Internazionali Femminili di Tennis di Brescia 2008 Brescia, Italia Terra rossa $10,000 Singolare - Doppio              |            |           |               |                  |
| 28 aprile | Trofeul Distrigaz Sud 2008 Bucarest, Romania Terra rossa $10,000 Singolare - Doppio                                    |            |           |               |                  |
| 28 aprile | Trofeul Distrigaz Sud 2008 Bucarest, Romania Terra rossa $10,000 Singolare - Doppio                                    |            |           |               |                  |
| 28 aprile | AEGON Pro Series Bournemouth 2008 Bournemouth, Gran Bretagna Terra rossa $10,000 Singolare - Doppio                    |            |           |               |                  |
| 28 aprile | AEGON Pro Series Bournemouth 2008 Bournemouth, Gran Bretagna Terra rossa $10,000 Singolare - Doppio                    |            |           |               |                  |
| 28 aprile | Copa Okinoi 2008 Bell Ville, Argentina Terra rossa $10,000 Singolare - Doppio                                          |            |           |               |                  |
| 28 aprile | Copa Okinoi 2008 Bell Ville, Argentina Terra rossa $10,000 Singolare - Doppio                                          |            |           |               |                  |
| 28 aprile | ITF Women's Circuit Cochin 2008 Cochin, India Terra rossa $10,000 Singolare - Doppio                                   |            |           |               |                  |
| 28 aprile | ITF Women's Circuit Cochin 2008 Cochin, India Terra rossa $10,000 Singolare - Doppio                                   |            |           |               |                  |
| 28 aprile | ITF Femenil Britania Coatzacoalcos 2008 Coatzacoalcos, Messico Cemento $25,000 Singolare - Doppio                      |            |           |               |                  |
| 28 aprile | ITF Femenil Britania Coatzacoalcos 2008 Coatzacoalcos, Messico Cemento $25,000 Singolare - Doppio                      |            |           |               |                  |

## Maggio
| Settimana | Torneo | Vincitrice | Finalista | Semifinaliste | Quarti di finale |
| --------- | --- | ---------- | --------- | ------------- | ---------------- |
| 5 maggio  | Women's ITF Irapuato Club de Golf Santa Margarita 2008 Irapuato, Messico Cemento $25,000 Singolare - Doppio     |            |           |               |                  |
| 5 maggio  | Women's ITF Irapuato Club de Golf Santa Margarita 2008 Irapuato, Messico Cemento $25,000 Singolare - Doppio     |            |           |               |                  |
| 5 maggio  | Zagreb Open 2008 Zagabria, Croazia Terra rossa $75,000 Singolare - Doppio                                       |            |           |               |                  |
| 5 maggio  | Zagreb Open 2008 Zagabria, Croazia Terra rossa $75,000 Singolare - Doppio                                       |            |           |               |                  |
| 5 maggio  | Jounieh Open 2008 Jounieh, Libano Terra rossa $50,000+H Singolare - Doppio                                      |            |           |               |                  |
| 5 maggio  | Jounieh Open 2008 Jounieh, Libano Terra rossa $50,000+H Singolare - Doppio                                      |            |           |               |                  |
| 5 maggio  | MIMA Foundation USTA Pro Tennis Classic 2008 Indian Harbour Beach, USA Terra verde $50,000 Singolare - Doppio   |            |           |               |                  |
| 5 maggio  | MIMA Foundation USTA Pro Tennis Classic 2008 Indian Harbour Beach, USA Terra verde $50,000 Singolare - Doppio   |            |           |               |                  |
| 5 maggio  | Gaz de France Stars 2008 Bucarest, Romania Terra rossa $50,000 Singolare - Doppio                               |            |           |               |                  |
| 5 maggio  | Gaz de France Stars 2008 Bucarest, Romania Terra rossa $50,000 Singolare - Doppio                               |            |           |               |                  |
| 5 maggio  | Fukuoka International Women's Cup 2008 Fukuoka, Giappone Erba $50,000 Singolare - Doppio                        |            |           |               |                  |
| 5 maggio  | Fukuoka International Women's Cup 2008 Fukuoka, Giappone Erba $50,000 Singolare - Doppio                        |            |           |               |                  |
| 5 maggio  | ITF Women's Circuit Antalya-Manavgat 2008 Antalya-Manavgat, Turchia Terra rossa $25,000 Singolare - Doppio      |            |           |               |                  |
| 5 maggio  | ITF Women's Circuit Antalya-Manavgat 2008 Antalya-Manavgat, Turchia Terra rossa $25,000 Singolare - Doppio      |            |           |               |                  |
| 5 maggio  | Città di Firenze 2008 Firenze, Italia Terra rossa $25,000 Singolare - Doppio                                    |            |           |               |                  |
| 5 maggio  | Città di Firenze 2008 Firenze, Italia Terra rossa $25,000 Singolare - Doppio                                    |            |           |               |                  |
| 5 maggio  | ITF Changwon Women's Challenger Tennis 2008 Changwon, Corea del Sud Cemento $25,000 Singolare - Doppio          |            |           |               |                  |
| 5 maggio  | ITF Changwon Women's Challenger Tennis 2008 Changwon, Corea del Sud Cemento $25,000 Singolare - Doppio          |            |           |               |                  |
| 5 maggio  | Michalovce Cup 2008 Michalovce, Slovacchia Terra rossa $10,000 Singolare - Doppio                               |            |           |               |                  |
| 5 maggio  | Michalovce Cup 2008 Michalovce, Slovacchia Terra rossa $10,000 Singolare - Doppio                               |            |           |               |                  |
| 5 maggio  | AEGON Pro Series Edinburgh 2008 Edimburgo, Gran Bretagna Terra rossa $10,000 Singolare - Doppio                 |            |           |               |                  |
| 5 maggio  | AEGON Pro Series Edinburgh 2008 Edimburgo, Gran Bretagna Terra rossa $10,000 Singolare - Doppio                 |            |           |               |                  |
| 5 maggio  | Mostar Ladies Open 2008 Mostar, Bosnia ed Erzegovina Terra rossa $10,000 Singolare - Doppio                     |            |           |               |                  |
| 5 maggio  | Mostar Ladies Open 2008 Mostar, Bosnia ed Erzegovina Terra rossa $10,000 Singolare - Doppio                     |            |           |               |                  |
| 5 maggio  | Torneo Club Tennis Vic 2008 Vic, Spagna Terra rossa $10,000 Singolare - Doppio                                  |            |           |               |                  |
| 5 maggio  | Torneo Club Tennis Vic 2008 Vic, Spagna Terra rossa $10,000 Singolare - Doppio                                  |            |           |               |                  |
| 5 maggio  | Asociacion Argentina de Tenis Women Circuit 2008 Buenos Aires, Argentina Terra rossa $10,000 Singolare - Doppio |            |           |               |                  |
| 5 maggio  | Asociacion Argentina de Tenis Women Circuit 2008 Buenos Aires, Argentina Terra rossa $10,000 Singolare - Doppio |            |           |               |                  |
| 5 maggio  | ITF Women's Circuit Trivandrum 2008 Trivandrum, India Terra rossa $10,000 Singolare - Doppio                    |            |           |               |                  |
| 5 maggio  | ITF Women's Circuit Trivandrum 2008 Trivandrum, India Terra rossa $10,000 Singolare - Doppio                    |            |           |               |                  |
| 5 maggio  | Walikota Tarakan Open 2008 Tarakan, Indonesia Cemento indoor $10,000 Singolare - Doppio                         |            |           |               |                  |
| 5 maggio  | Walikota Tarakan Open 2008 Tarakan, Indonesia Cemento indoor $10,000 Singolare - Doppio                         |            |           |               |                  |
| 12 maggio | Open GDF SUEZ de Midi-Pyrénées 2008 Saint-Gaudens, Francia Terra rossa $50,000 Singolare - Doppio               |            |           |               |                  |
| 12 maggio | Open GDF SUEZ de Midi-Pyrénées 2008 Saint-Gaudens, Francia Terra rossa $50,000 Singolare - Doppio               |            |           |               |                  |
| 12 maggio | Kurume Best Amenity International Women's Tennis 2008 Kurume, Giappone Erba $50,000 Singolare - Doppio          |            |           |               |                  |
| 12 maggio | Kurume Best Amenity International Women's Tennis 2008 Kurume, Giappone Erba $50,000 Singolare - Doppio          |            |           |               |                  |
| 12 maggio | RBC Bank Women's Challenger 2008 Raleigh, USA Terra rossa $25,000 Singolare - Doppio                            |            |           |               |                  |
| 12 maggio | RBC Bank Women's Challenger 2008 Raleigh, USA Terra rossa $25,000 Singolare - Doppio                            |            |           |               |                  |
| 12 maggio | Internazionali Femminili di Tennis Città di Caserta 2008 Caserta, Italia Terra rossa $25,000 Singolare - Doppio |            |           |               |                  |
| 12 maggio | Internazionali Femminili di Tennis Città di Caserta 2008 Caserta, Italia Terra rossa $25,000 Singolare - Doppio |            |           |               |                  |
| 12 maggio | Torneo Clube Sport Iumasram 2008 Badalona, Spagna Terra rossa $10,000 Singolare - Doppio                        |            |           |               |                  |
| 12 maggio | Torneo Clube Sport Iumasram 2008 Badalona, Spagna Terra rossa $10,000 Singolare - Doppio                        |            |           |               |                  |
| 12 maggio | Trofeul Distrigaz Sud 2008 Bucarest, Romania Terra rossa $10,000 Singolare - Doppio                             |            |           |               |                  |
| 12 maggio | Trofeul Distrigaz Sud 2008 Bucarest, Romania Terra rossa $10,000 Singolare - Doppio                             |            |           |               |                  |
| 12 maggio | Bupati Bulungan Women's Open 2008 Bulungan, Indonesia Cemento indoor $10,000 Singolare - Doppio                 |            |           |               |                  |
| 12 maggio | Bupati Bulungan Women's Open 2008 Bulungan, Indonesia Cemento indoor $10,000 Singolare - Doppio                 |            |           |               |                  |
| 12 maggio | Szczecin Open 2008 Stettino, Polonia Terra rossa $25,000 Singolare - Doppio                                     |            |           |               |                  |
| 12 maggio | Szczecin Open 2008 Stettino, Polonia Terra rossa $25,000 Singolare - Doppio                                     |            |           |               |                  |
| 12 maggio | ITF Women's Circuit Bangkok 2008 Bangkok, Thailandia Cemento $10,000 Singolare - Doppio                         |            |           |               |                  |
| 12 maggio | ITF Women's Circuit Bangkok 2008 Bangkok, Thailandia Cemento $10,000 Singolare - Doppio                         |            |           |               |                  |
| 19 maggio | ITF Women's Circuit Khonkan 2008 Khonkan, Thailandia Cemento $10,000 Singolare - Doppio                         |            |           |               |                  |
| 19 maggio | ITF Women's Circuit Khonkan 2008 Khonkan, Thailandia Cemento $10,000 Singolare - Doppio                         |            |           |               |                  |
| 19 maggio | ITF Women's Circuit Managua 2008 Managua, Nicaragua Cemento $10,000 Singolare - Doppio                          |            |           |               |                  |
| 19 maggio | ITF Women's Circuit Managua 2008 Managua, Nicaragua Cemento $10,000 Singolare - Doppio                          |            |           |               |                  |
| 19 maggio | ITF Women's Circuit Paguera-Mallorca 2008 Paguera-Mallorca, Spagna Terra rossa $25,000 Singolare - Doppio       |            |           |               |                  |
| 19 maggio | ITF Women's Circuit Paguera-Mallorca 2008 Paguera-Mallorca, Spagna Terra rossa $25,000 Singolare - Doppio       |            |           |               |                  |
| 19 maggio | Go'n'GO Tennis Cup 2008 Gorizia, Italia Terra rossa $10,000 Singolare - Doppio                                  |            |           |               |                  |
| 19 maggio | Go'n'GO Tennis Cup 2008 Gorizia, Italia Terra rossa $10,000 Singolare - Doppio                                  |            |           |               |                  |
| 19 maggio | Summer Cup 2008 Mosca, Russia Terra rossa $25,000 Singolare - Doppio                                            |            |           |               |                  |
| 19 maggio | Summer Cup 2008 Mosca, Russia Terra rossa $25,000 Singolare - Doppio                                            |            |           |               |                  |
| 19 maggio | ITF Women's Circuit Nagano 2008 Nagano, Giappone Sintetico $25,000 Singolare - Doppio                           |            |           |               |                  |
| 19 maggio | ITF Women's Circuit Nagano 2008 Nagano, Giappone Sintetico $25,000 Singolare - Doppio                           |            |           |               |                  |
| 19 maggio | Falkenberg Ladies Open 2008 Falkenberg, Svezia Terra rossa $10,000 Singolare - Doppio                           |            |           |               |                  |
| 19 maggio | Falkenberg Ladies Open 2008 Falkenberg, Svezia Terra rossa $10,000 Singolare - Doppio                           |            |           |               |                  |
| 19 maggio | Distrigaz Sud 2008 Galați, Romania Terra rossa $10,000 Singolare - Doppio                                       |            |           |               |                  |
| 19 maggio | Distrigaz Sud 2008 Galați, Romania Terra rossa $10,000 Singolare - Doppio                                       |            |           |               |                  |
| 19 maggio | Marjorie Sherman Women's Circuit 2008 Raanana, Israele Cemento $10,000 Singolare - Doppio                       |            |           |               |                  |
| 19 maggio | Marjorie Sherman Women's Circuit 2008 Raanana, Israele Cemento $10,000 Singolare - Doppio                       |            |           |               |                  |
| 19 maggio | Koser Jewelers Pro Circuit Tennis Challenge 2008 Landisville, USA Cemento $10,000 Singolare - Doppio            |            |           |               |                  |
| 19 maggio | Koser Jewelers Pro Circuit Tennis Challenge 2008 Landisville, USA Cemento $10,000 Singolare - Doppio            |            |           |               |                  |
| 26 maggio | Kharkiv Ladies Cup 2008 Charkiv, Ucraina Terra rossa $10,000 Singolare - Doppio                                 |            |           |               |                  |
| 26 maggio | Kharkiv Ladies Cup 2008 Charkiv, Ucraina Terra rossa $10,000 Singolare - Doppio                                 |            |           |               |                  |
| 26 maggio | ITF Women's Circuit Bangkok 2008 Bangkok, Thailandia Cemento $10,000 Singolare - Doppio                         |            |           |               |                  |
| 26 maggio | ITF Women's Circuit Bangkok 2008 Bangkok, Thailandia Cemento $10,000 Singolare - Doppio                         |            |           |               |                  |
| 26 maggio | USTA LA Tennis Open 2008 Carson, USA Cemento $50,000 Singolare - Doppio                                         |            |           |               |                  |
| 26 maggio | USTA LA Tennis Open 2008 Carson, USA Cemento $50,000 Singolare - Doppio                                         |            |           |               |                  |
| 26 maggio | Togliatti Cup 2008 Togliatti, Russia Cemento $25,000 Singolare - Doppio                                         |            |           |               |                  |
| 26 maggio | Togliatti Cup 2008 Togliatti, Russia Cemento $25,000 Singolare - Doppio                                         |            |           |               |                  |
| 26 maggio | Torneo Internazionale Femminile Città Di Galatina 2008 Galatina, Italia Terra rossa $25,000 Singolare - Doppio  |            |           |               |                  |
| 26 maggio | Torneo Internazionale Femminile Città Di Galatina 2008 Galatina, Italia Terra rossa $25,000 Singolare - Doppio  |            |           |               |                  |
| 26 maggio | ITF Women's Circuit Gunma 2008 Gunma, Giappone Cemento $25,000 Singolare - Doppio                               |            |           |               |                  |
| 26 maggio | ITF Women's Circuit Gunma 2008 Gunma, Giappone Cemento $25,000 Singolare - Doppio                               |            |           |               |                  |
| 26 maggio | Torneo Club Tennis Tortosa 2008 Tortosa, Spagna Sintetico $10,000 Singolare - Doppio                            |            |           |               |                  |
| 26 maggio | Torneo Club Tennis Tortosa 2008 Tortosa, Spagna Sintetico $10,000 Singolare - Doppio                            |            |           |               |                  |
| 26 maggio | Olecko Cup 2008 Olecko, Polonia Terra rossa $10,000 Singolare - Doppio                                          |            |           |               |                  |
| 26 maggio | Olecko Cup 2008 Olecko, Polonia Terra rossa $10,000 Singolare - Doppio                                          |            |           |               |                  |
| 26 maggio | Braga Ladies Open 2008 Braga, Portogallo Terra rossa $10,000 Singolare - Doppio                                 |            |           |               |                  |
| 26 maggio | Braga Ladies Open 2008 Braga, Portogallo Terra rossa $10,000 Singolare - Doppio                                 |            |           |               |                  |
| 26 maggio | Cemil Alevli Cup 2008 Gaziantep, Turchia Cemento $10,000 Singolare - Doppio                                     |            |           |               |                  |
| 26 maggio | Cemil Alevli Cup 2008 Gaziantep, Turchia Cemento $10,000 Singolare - Doppio                                     |            |           |               |                  |
| 26 maggio | ITF Women's Circuit Budva 2008 Budua, Montenegro Terra rossa $10,000 Singolare - Doppio                         |            |           |               |                  |
| 26 maggio | ITF Women's Circuit Budva 2008 Budua, Montenegro Terra rossa $10,000 Singolare - Doppio                         |            |           |               |                  |
| 26 maggio | Palmetto Pro Open 2008 Sumter, USA Cemento $10,000 Singolare - Doppio                                           |            |           |               |                  |
| 26 maggio | Palmetto Pro Open 2008 Sumter, USA Cemento $10,000 Singolare - Doppio                                           |            |           |               |                  |

## Giugno
| Settimana | Torneo | Vincitrice | Finalista | Semifinaliste | Quarti di finale |
| --------- | --- | ---------- | --------- | ------------- | ---------------- |
| 2 giugno  | Torneo Internazionale Femminile Città di Grado 2008 Grado, Italia Terra rossa $25,000 Singolare - Doppio                                                              |            |           |               |                  |
| 2 giugno  | Torneo Internazionale Femminile Città di Grado 2008 Grado, Italia Terra rossa $25,000 Singolare - Doppio                                                              |            |           |               |                  |
| 2 giugno  | Torneo Internazionale Femminile Antico Tiro a Volo 2008 Roma, Italia Terra rossa $75,000 Singolare - Doppio                                                           |            |           |               |                  |
| 2 giugno  | Torneo Internazionale Femminile Antico Tiro a Volo 2008 Roma, Italia Terra rossa $75,000 Singolare - Doppio                                                           |            |           |               |                  |
| 2 giugno  | The Surbiton Trophy 2008 Surbiton, Gran Bretagna Erba $50,000 Singolare - Doppio                                                                                      |            |           |               |                  |
| 2 giugno  | The Surbiton Trophy 2008 Surbiton, Gran Bretagna Erba $50,000 Singolare - Doppio                                                                                      |            |           |               |                  |
| 2 giugno  | ITF Women's Circuit Madrid 2008 Madrid, Spagna Terra rossa $25,000 Singolare - Doppio                                                                                 |            |           |               |                  |
| 2 giugno  | ITF Women's Circuit Madrid 2008 Madrid, Spagna Terra rossa $25,000 Singolare - Doppio                                                                                 |            |           |               |                  |
| 2 giugno  | GDF SUEZ Trofeul Ilie Nastase 2008 Pitești, Romania Terra rossa $10,000 Singolare - Doppio                                                                            |            |           |               |                  |
| 2 giugno  | GDF SUEZ Trofeul Ilie Nastase 2008 Pitești, Romania Terra rossa $10,000 Singolare - Doppio                                                                            |            |           |               |                  |
| 2 giugno  | Amarante Ladies Open 2008 Amarante, Portogallo Cemento $10,000 Singolare - Doppio                                                                                     |            |           |               |                  |
| 2 giugno  | Amarante Ladies Open 2008 Amarante, Portogallo Cemento $10,000 Singolare - Doppio                                                                                     |            |           |               |                  |
| 2 giugno  | KültürPark Women's Circuit 2008 Smirne, Turchia Cemento $10,000 Singolare - Doppio                                                                                    |            |           |               |                  |
| 2 giugno  | KültürPark Women's Circuit 2008 Smirne, Turchia Cemento $10,000 Singolare - Doppio                                                                                    |            |           |               |                  |
| 2 giugno  | Head Tail Activewear Women's 2008 Hilton Head Island, USA Cemento $10,000 Singolare - Doppio                                                                          |            |           |               |                  |
| 2 giugno  | Head Tail Activewear Women's 2008 Hilton Head Island, USA Cemento $10,000 Singolare - Doppio                                                                          |            |           |               |                  |
| 2 giugno  | Almaty Womens 2008 Almaty, Kazakistan Terra rossa $10,000 Singolare - Doppio                                                                                          |            |           |               |                  |
| 2 giugno  | Almaty Womens 2008 Almaty, Kazakistan Terra rossa $10,000 Singolare - Doppio                                                                                          |            |           |               |                  |
| 9 giugno  | Open GDF SUEZ de Marseille 2008 Marsiglia, Francia Terra rossa $75,000+H Singolare - Doppio                                                                           |            |           |               |                  |
| 9 giugno  | Open GDF SUEZ de Marseille 2008 Marsiglia, Francia Terra rossa $75,000+H Singolare - Doppio                                                                           |            |           |               |                  |
| 9 giugno  | Smart Card Open Monet+ 2008 Zlín, Repubblica Ceca Terra rossa $75,000+H Singolare - Doppio                                                                            |            |           |               |                  |
| 9 giugno  | Smart Card Open Monet+ 2008 Zlín, Repubblica Ceca Terra rossa $75,000+H Singolare - Doppio                                                                            |            |           |               |                  |
| 9 giugno  | Hunt Communities USTA Women's Pro Tennis Classic El Paso 2008 El Paso, USA Cemento $25,000 Singolare - Doppio                                                         |            |           |               |                  |
| 9 giugno  | Hunt Communities USTA Women's Pro Tennis Classic El Paso 2008 El Paso, USA Cemento $25,000 Singolare - Doppio                                                         |            |           |               |                  |
| 9 giugno  | Internazionali Regione Molise 2008 Campobasso, Italia Terra rossa $25,000 Singolare - Doppio                                                                          |            |           |               |                  |
| 9 giugno  | Internazionali Regione Molise 2008 Campobasso, Italia Terra rossa $25,000 Singolare - Doppio                                                                          |            |           |               |                  |
| 9 giugno  | Lenzerheide Open 2008 Lenzerheide, Svizzera Terra rossa $10,000 Singolare - Doppio                                                                                    |            |           |               |                  |
| 9 giugno  | Lenzerheide Open 2008 Lenzerheide, Svizzera Terra rossa $10,000 Singolare - Doppio                                                                                    |            |           |               |                  |
| 9 giugno  | Trofeul Popeci 2008 Craiova, Romania Terra rossa $10,000 Singolare - Doppio                                                                                           |            |           |               |                  |
| 9 giugno  | Trofeul Popeci 2008 Craiova, Romania Terra rossa $10,000 Singolare - Doppio                                                                                           |            |           |               |                  |
| 9 giugno  | Montemor Ladies Open 2008 Montemor-o-Novo, Portogallo Cemento $10,000 Singolare - Doppio                                                                              |            |           |               |                  |
| 9 giugno  | Montemor Ladies Open 2008 Montemor-o-Novo, Portogallo Cemento $10,000 Singolare - Doppio                                                                              |            |           |               |                  |
| 9 giugno  | Yesilyurt Sport Club 2008 Istanbul-Yesilyurt, Turchia Cemento $10,000 Singolare - Doppio                                                                              |            |           |               |                  |
| 9 giugno  | Yesilyurt Sport Club 2008 Istanbul-Yesilyurt, Turchia Cemento $10,000 Singolare - Doppio                                                                              |            |           |               |                  |
| 9 giugno  | Tokyo Ariake International Ladies Open 2008 Tokyo, Giappone Cemento $10,000 Singolare - Doppio                                                                        |            |           |               |                  |
| 9 giugno  | Tokyo Ariake International Ladies Open 2008 Tokyo, Giappone Cemento $10,000 Singolare - Doppio                                                                        |            |           |               |                  |
| 9 giugno  | Thon Hotel Gausdal Future 2008 Gausdal, Norvegia Cemento $10,000 Singolare - Doppio                                                                                   |            |           |               |                  |
| 9 giugno  | Thon Hotel Gausdal Future 2008 Gausdal, Norvegia Cemento $10,000 Singolare - Doppio                                                                                   |            |           |               |                  |
| 9 giugno  | ITF Women's Circuit Gurgaon 2008 Gurgaon, India Cemento $10,000 Singolare - Doppio                                                                                    |            |           |               |                  |
| 9 giugno  | ITF Women's Circuit Gurgaon 2008 Gurgaon, India Cemento $10,000 Singolare - Doppio                                                                                    |            |           |               |                  |
| 16 giugno | ITF Women's Circuit Gurgaon 2008 Gurgaon, India Cemento $10,000 Singolare - Doppio                                                                                    |            |           |               |                  |
| 16 giugno | ITF Women's Circuit Gurgaon 2008 Gurgaon, India Cemento $10,000 Singolare - Doppio                                                                                    |            |           |               |                  |
| 16 giugno | ITF Women's Circuit Fontanafredda 2008 Fontanafredda, Italia Terra rossa $25,000 Singolare - Doppio                                                                   |            |           |               |                  |
| 16 giugno | ITF Women's Circuit Fontanafredda 2008 Fontanafredda, Italia Terra rossa $25,000 Singolare - Doppio                                                                   |            |           |               |                  |
| 16 giugno | Torneo Orange Club 2008 Torino, Italia Terra rossa $10,000 Singolare - Doppio                                                                                         |            |           |               |                  |
| 16 giugno | Torneo Orange Club 2008 Torino, Italia Terra rossa $10,000 Singolare - Doppio                                                                                         |            |           |               |                  |
| 16 giugno | Kemer Golf & Country Club 2008 Istanbul-Kemer, Turchia Cemento $25,000 Singolare - Doppio                                                                             |            |           |               |                  |
| 16 giugno | Kemer Golf & Country Club 2008 Istanbul-Kemer, Turchia Cemento $25,000 Singolare - Doppio                                                                             |            |           |               |                  |
| 16 giugno | Open GDF SUEZ de Montpellier Agglomération Hérault 2008 Montpellier, Francia Terra rossa $10,000 Singolare - Doppio                                                   |            |           |               |                  |
| 16 giugno | Open GDF SUEZ de Montpellier Agglomération Hérault 2008 Montpellier, Francia Terra rossa $10,000 Singolare - Doppio                                                   |            |           |               |                  |
| 16 giugno | Women's Circuit Davos 2008 Davos, Svizzera Terra rossa $10,000 Singolare - Doppio                                                                                     |            |           |               |                  |
| 16 giugno | Women's Circuit Davos 2008 Davos, Svizzera Terra rossa $10,000 Singolare - Doppio                                                                                     |            |           |               |                  |
| 16 giugno | Torneio Internacional de Ténis Cidade de Alcobaça 2008 Alcobaça, Portogallo Cemento $10,000 Singolare - Doppio                                                        |            |           |               |                  |
| 16 giugno | Torneio Internacional de Ténis Cidade de Alcobaça 2008 Alcobaça, Portogallo Cemento $10,000 Singolare - Doppio                                                        |            |           |               |                  |
| 16 giugno | Future Alkmaar 2008 Alkmaar, Paesi Bassi Terra rossa $10,000 Singolare - Doppio                                                                                       |            |           |               |                  |
| 16 giugno | Future Alkmaar 2008 Alkmaar, Paesi Bassi Terra rossa $10,000 Singolare - Doppio                                                                                       |            |           |               |                  |
| 16 giugno | Thon Hotel Gausdal Future 2008 Gausdal, Norvegia Cemento $10,000 Singolare - Doppio                                                                                   |            |           |               |                  |
| 16 giugno | Thon Hotel Gausdal Future 2008 Gausdal, Norvegia Cemento $10,000 Singolare - Doppio                                                                                   |            |           |               |                  |
| 16 giugno | Trofeul Distrigaz Sud 2008 Bucarest, Romania Terra rossa $10,000 Singolare - Doppio                                                                                   |            |           |               |                  |
| 16 giugno | Trofeul Distrigaz Sud 2008 Bucarest, Romania Terra rossa $10,000 Singolare - Doppio                                                                                   |            |           |               |                  |
| 16 giugno | ITF Women's Circuit Houston 2008 Houston, USA Cemento indoor $10,000 Singolare - Doppio                                                                               |            |           |               |                  |
| 16 giugno | ITF Women's Circuit Houston 2008 Houston, USA Cemento indoor $10,000 Singolare - Doppio                                                                               |            |           |               |                  |
| 16 giugno | ITF Women's Circuit Sutama 2008 Sutama, Giappone Terra rossa $10,000 Singolare - Doppio                                                                               |            |           |               |                  |
| 16 giugno | ITF Women's Circuit Sutama 2008 Sutama, Giappone Terra rossa $10,000 Singolare - Doppio                                                                               |            |           |               |                  |
| 23 giugno | Open GDF SUEZ du Périgord 2008 Périguex, Francia Terra rossa $25,000 Singolare - Doppio                                                                               |            |           |               |                  |
| 23 giugno | Open GDF SUEZ du Périgord 2008 Périguex, Francia Terra rossa $25,000 Singolare - Doppio                                                                               |            |           |               |                  |
| 23 giugno | Internacional de Getxo 2008 Getxo, Spagna Terra rossa $25,000 Singolare - Doppio                                                                                      |            |           |               |                  |
| 23 giugno | Internacional de Getxo 2008 Getxo, Spagna Terra rossa $25,000 Singolare - Doppio                                                                                      |            |           |               |                  |
| 23 giugno | Padova Challenge Open 2008 Padova, Italia Terra rossa $25,000 Singolare - Doppio                                                                                      |            |           |               |                  |
| 23 giugno | Padova Challenge Open 2008 Padova, Italia Terra rossa $25,000 Singolare - Doppio                                                                                      |            |           |               |                  |
| 23 giugno | Rolls-Royce Women's Cup Kristinehamn 2008 Kristienhamn, Svezia Terra rossa $25,000 Singolare - Doppio                                                                 |            |           |               |                  |
| 23 giugno | Rolls-Royce Women's Cup Kristinehamn 2008 Kristienhamn, Svezia Terra rossa $25,000 Singolare - Doppio                                                                 |            |           |               |                  |
| 23 giugno | Trenkwalder Open 2008 Budapest, Ungheria Terra rossa $10,000 Singolare - Doppio                                                                                       |            |           |               |                  |
| 23 giugno | Trenkwalder Open 2008 Budapest, Ungheria Terra rossa $10,000 Singolare - Doppio                                                                                       |            |           |               |                  |
| 23 giugno | Breda Future 2008 Breda, Paesi Bassi Terra rossa $10,000 Singolare - Doppio                                                                                           |            |           |               |                  |
| 23 giugno | Breda Future 2008 Breda, Paesi Bassi Terra rossa $10,000 Singolare - Doppio                                                                                           |            |           |               |                  |
| 23 giugno | Sarajevo Ladies Open 2008 Sarajevo, Bosnia ed Erzegovina Terra rossa $10,000 Singolare - Doppio                                                                       |            |           |               |                  |
| 23 giugno | Sarajevo Ladies Open 2008 Sarajevo, Bosnia ed Erzegovina Terra rossa $10,000 Singolare - Doppio                                                                       |            |           |               |                  |
| 23 giugno | ITF Women's Circuit Wichita 2008 Wichita, USA Cemento $10,000 Singolare - Doppio                                                                                      |            |           |               |                  |
| 23 giugno | ITF Women's Circuit Wichita 2008 Wichita, USA Cemento $10,000 Singolare - Doppio                                                                                      |            |           |               |                  |
| 23 giugno | Almaty Womens 2008 Almaty, Kazakistan Terra rossa $10,000 Singolare - Doppio                                                                                          |            |           |               |                  |
| 23 giugno | Almaty Womens 2008 Almaty, Kazakistan Terra rossa $10,000 Singolare - Doppio                                                                                          |            |           |               |                  |
| 23 giugno | ITF Women's Circuit Lisbon 2008 Lisbona, Portogallo Cemento $10,000 Singolare - Doppio                                                                                |            |           |               |                  |
| 23 giugno | ITF Women's Circuit Lisbon 2008 Lisbona, Portogallo Cemento $10,000 Singolare - Doppio                                                                                |            |           |               |                  |
| 23 giugno | Qianshan Open 2008 Qian Shan, Cina Cemento $25,000 Singolare - Doppio                                                                                                 |            |           |               |                  |
| 23 giugno | Qianshan Open 2008 Qian Shan, Cina Cemento $25,000 Singolare - Doppio                                                                                                 |            |           |               |                  |
| 30 giugno | Cooper Challenger 2008 Waterloo, Canada Terra rossa $25,000 Singolare - Doppio                                                                                        |            |           |               |                  |
| 30 giugno | Cooper Challenger 2008 Waterloo, Canada Terra rossa $25,000 Singolare - Doppio                                                                                        |            |           |               |                  |
| 30 giugno | ITF Women's Circuit Damascus 2008 Damasco, Siria Cemento $10,000 Singolare - Doppio                                                                                   |            |           |               |                  |
| 30 giugno | ITF Women's Circuit Damascus 2008 Damasco, Siria Cemento $10,000 Singolare - Doppio                                                                                   |            |           |               |                  |
| 30 giugno | International Country Cuneo 2008 Cuneo, Italia Terra rossa $100,000 Singolare - Doppio                                                                                |            |           |               |                  |
| 30 giugno | International Country Cuneo 2008 Cuneo, Italia Terra rossa $100,000 Singolare - Doppio                                                                                |            |           |               |                  |
| 30 giugno | Sportsmen's Tennis Club USTA Pro Circuit Challenger 2008 Boston, USA Cemento $50,000 Singolare - Doppio                                                               |            |           |               |                  |
| 30 giugno | Sportsmen's Tennis Club USTA Pro Circuit Challenger 2008 Boston, USA Cemento $50,000 Singolare - Doppio                                                               |            |           |               |                  |
| 30 giugno | Open GDF Suez de Mont de Marsan 2008 Mont-de-Marsan, Francia Terra rossa $25,000 Singolare - Doppio                                                                   |            |           |               |                  |
| 30 giugno | Open GDF Suez de Mont de Marsan 2008 Mont-de-Marsan, Francia Terra rossa $25,000 Singolare - Doppio                                                                   |            |           |               |                  |
| 30 giugno | Bella Cup 2008 Toruń, Polonia Terra rossa $25,000 Singolare - Doppio                                                                                                  |            |           |               |                  |
| 30 giugno | Bella Cup 2008 Toruń, Polonia Terra rossa $25,000 Singolare - Doppio                                                                                                  |            |           |               |                  |
| 30 giugno | Swedbank Ladies 2008 Båstad, Svezia Terra rossa $25,000 Singolare - Doppio                                                                                            |            |           |               |                  |
| 30 giugno | Swedbank Ladies 2008 Båstad, Svezia Terra rossa $25,000 Singolare - Doppio                                                                                            |            |           |               |                  |
| 30 giugno | Internationaler Württembergische Damen-Tennis-Meisterschaften um den Stuttgarter Stadtpokal 2008 Stuttgart-Vaihingen, Germania Terra rossa $25,000 Singolare - Doppio |            |           |               |                  |
| 30 giugno | Internationaler Württembergische Damen-Tennis-Meisterschaften um den Stuttgarter Stadtpokal 2008 Stuttgart-Vaihingen, Germania Terra rossa $25,000 Singolare - Doppio |            |           |               |                  |
| 30 giugno | Torneo Internacional Ciudad de Oviedo 2008 Oviedo, Spagna Cemento $10,000 Singolare - Doppio                                                                          |            |           |               |                  |
| 30 giugno | Torneo Internacional Ciudad de Oviedo 2008 Oviedo, Spagna Cemento $10,000 Singolare - Doppio                                                                          |            |           |               |                  |
| 30 giugno | ITF Women's Circuit Prokuplje 2008 Prokuplje, Serbia Terra rossa $10,000 Singolare - Doppio                                                                           |            |           |               |                  |
| 30 giugno | ITF Women's Circuit Prokuplje 2008 Prokuplje, Serbia Terra rossa $10,000 Singolare - Doppio                                                                           |            |           |               |                  |
| 30 giugno | Women's International Tournament Canottieri Bissolati Cremona 2008 Cremona, Italia Terra rossa $10,000 Singolare - Doppio                                             |            |           |               |                  |
| 30 giugno | Women's International Tournament Canottieri Bissolati Cremona 2008 Cremona, Italia Terra rossa $10,000 Singolare - Doppio                                             |            |           |               |                  |

## Luglio
| Settimana | Torneo | Vincitrice | Finalista | Semifinaliste | Quarti di finale |
| --------- | --- | ---------- | --------- | ------------- | ---------------- |
| 7 luglio  | Ciudad de Valladolid 2008 Valladolid, Spagna Cemento $25,000 Singolare - Doppio                               |            |           |               |                  |
| 7 luglio  | Ciudad de Valladolid 2008 Valladolid, Spagna Cemento $25,000 Singolare - Doppio                               |            |           |               |                  |
| 7 luglio  | Iris Ladies Trophy 2008 Bruxelles, Belgio Terra rossa $10,000 Singolare - Doppio                              |            |           |               |                  |
| 7 luglio  | Iris Ladies Trophy 2008 Bruxelles, Belgio Terra rossa $10,000 Singolare - Doppio                              |            |           |               |                  |
| 7 luglio  | SMA Cup Sant'Elia 2008 Roma-Tevere Remo, Italia Cemento $25,000 Singolare - Doppio                            |            |           |               |                  |
| 7 luglio  | SMA Cup Sant'Elia 2008 Roma-Tevere Remo, Italia Cemento $25,000 Singolare - Doppio                            |            |           |               |                  |
| 7 luglio  | Orterer Cup 2008 Garching bei München, Germania Terra rossa $10,000 Singolare - Doppio                        |            |           |               |                  |
| 7 luglio  | Orterer Cup 2008 Garching bei München, Germania Terra rossa $10,000 Singolare - Doppio                        |            |           |               |                  |
| 7 luglio  | AEGON Pro Series Felixstowe 2008 Felixstowe, Gran Bretagna Erba $25,000 Singolare - Doppio                    |            |           |               |                  |
| 7 luglio  | AEGON Pro Series Felixstowe 2008 Felixstowe, Gran Bretagna Erba $25,000 Singolare - Doppio                    |            |           |               |                  |
| 7 luglio  | Proal Open 2008 Prokuplje, Serbia Terra rossa $10,000 Singolare - Doppio                                      |            |           |               |                  |
| 7 luglio  | Proal Open 2008 Prokuplje, Serbia Terra rossa $10,000 Singolare - Doppio                                      |            |           |               |                  |
| 7 luglio  | Trofeul Distrigaz Sud 2008 Bucarest, Romania Cemento $10,000 Singolare - Doppio                               |            |           |               |                  |
| 7 luglio  | Trofeul Distrigaz Sud 2008 Bucarest, Romania Cemento $10,000 Singolare - Doppio                               |            |           |               |                  |
| 7 luglio  | Zagreb Ladies Open 2008 Zagabria, Croazia Terra rossa $75,000+H Singolare - Doppio                            |            |           |               |                  |
| 7 luglio  | Zagreb Ladies Open 2008 Zagabria, Croazia Terra rossa $75,000+H Singolare - Doppio                            |            |           |               |                  |
| 7 luglio  | ITF Women's Circuit Allentown 2008 Allentown, USA Cemento $50,000 Singolare - Doppio                          |            |           |               |                  |
| 7 luglio  | ITF Women's Circuit Allentown 2008 Allentown, USA Cemento $50,000 Singolare - Doppio                          |            |           |               |                  |
| 7 luglio  | Showanomori Open Tennis Tournaments 2008 Tokyo, Giappone Sintetico $10,000 Singolare - Doppio                 |            |           |               |                  |
| 7 luglio  | Showanomori Open Tennis Tournaments 2008 Tokyo, Giappone Sintetico $10,000 Singolare - Doppio                 |            |           |               |                  |
| 7 luglio  | ITF Women's Circuit Bogotà 2008 Bogotà, Colombia Terra rossa $25,000 Singolare - Doppio                       |            |           |               |                  |
| 7 luglio  | ITF Women's Circuit Bogotà 2008 Bogotà, Colombia Terra rossa $25,000 Singolare - Doppio                       |            |           |               |                  |
| 14 luglio | ITF Women's Circuit Cartagena 2008 Cartagena, Colombia Cemento $10,000 Singolare - Doppio                     |            |           |               |                  |
| 14 luglio | ITF Women's Circuit Cartagena 2008 Cartagena, Colombia Cemento $10,000 Singolare - Doppio                     |            |           |               |                  |
| 14 luglio | Miyazaki International Women's Challenger Tennis 2008 Miyazaki, Giappone Sintetico $25,000 Singolare - Doppio |            |           |               |                  |
| 14 luglio | Miyazaki International Women's Challenger Tennis 2008 Miyazaki, Giappone Sintetico $25,000 Singolare - Doppio |            |           |               |                  |
| 14 luglio | Norman Wilkerson Memorial Tournament 2008 Atlanta, USA Cemento $10,000 Singolare - Doppio                     |            |           |               |                  |
| 14 luglio | Norman Wilkerson Memorial Tournament 2008 Atlanta, USA Cemento $10,000 Singolare - Doppio                     |            |           |               |                  |
| 14 luglio | ITF Women's Circuit Casablanca 2008 Casablanca, Marocco Terra rossa $10,000 Singolare - Doppio                |            |           |               |                  |
| 14 luglio | ITF Women's Circuit Casablanca 2008 Casablanca, Marocco Terra rossa $10,000 Singolare - Doppio                |            |           |               |                  |
| 14 luglio | Open 88 Contrexéville 2008 Contrexéville, Francia Terra rossa $50,000 Singolare - Doppio                      |            |           |               |                  |
| 14 luglio | Open 88 Contrexéville 2008 Contrexéville, Francia Terra rossa $50,000 Singolare - Doppio                      |            |           |               |                  |
| 14 luglio | Torneo De Tenis Internacional Extremadura 2008 Badajoz, Spagna Cemento $10,000 Singolare - Doppio             |            |           |               |                  |
| 14 luglio | Torneo De Tenis Internacional Extremadura 2008 Badajoz, Spagna Cemento $10,000 Singolare - Doppio             |            |           |               |                  |
| 14 luglio | Torneo Internazionale Regione Piemonte 2008 Biella, Italia Terra rossa $100,000 Singolare - Doppio            |            |           |               |                  |
| 14 luglio | Torneo Internazionale Regione Piemonte 2008 Biella, Italia Terra rossa $100,000 Singolare - Doppio            |            |           |               |                  |
| 14 luglio | Internazionali di Imola 2008 Imola, Italia Sintetico $10,000 Singolare - Doppio                               |            |           |               |                  |
| 14 luglio | Internazionali di Imola 2008 Imola, Italia Sintetico $10,000 Singolare - Doppio                               |            |           |               |                  |
| 14 luglio | Darmstadt Tennis International 2008 Darmstadt, Germania Terra rossa $25,000 Singolare - Doppio                |            |           |               |                  |
| 14 luglio | Darmstadt Tennis International 2008 Darmstadt, Germania Terra rossa $25,000 Singolare - Doppio                |            |           |               |                  |
| 14 luglio | AEGON Pro Series Frinton 2008 Frinton, Gran Bretagna Erba $10,000 Singolare - Doppio                          |            |           |               |                  |
| 14 luglio | AEGON Pro Series Frinton 2008 Frinton, Gran Bretagna Erba $10,000 Singolare - Doppio                          |            |           |               |                  |
| 14 luglio | Zwevegem Ladies Open 2008 Zwevegem, Belgio Terra rossa $25,000 Singolare - Doppio                             |            |           |               |                  |
| 14 luglio | Zwevegem Ladies Open 2008 Zwevegem, Belgio Terra rossa $25,000 Singolare - Doppio                             |            |           |               |                  |
| 14 luglio | ITF Women's Instirig Cup 2008 Balș, Romania Terra rossa $10,000 Singolare - Doppio                            |            |           |               |                  |
| 14 luglio | ITF Women's Instirig Cup 2008 Balș, Romania Terra rossa $10,000 Singolare - Doppio                            |            |           |               |                  |
| 21 luglio | Open GDF SUEZ des Contamines-Montjoie 2008 Les Contamines, Francia Cemento $25,000 Singolare - Doppio         |            |           |               |                  |
| 21 luglio | Open GDF SUEZ des Contamines-Montjoie 2008 Les Contamines, Francia Cemento $25,000 Singolare - Doppio         |            |           |               |                  |
| 21 luglio | Torneo International de Tenis Ciudad de La Coruña 2008 La Coruña, Spagna Cemento $25,000 Singolare - Doppio   |            |           |               |                  |
| 21 luglio | Torneo International de Tenis Ciudad de La Coruña 2008 La Coruña, Spagna Cemento $25,000 Singolare - Doppio   |            |           |               |                  |
| 21 luglio | MTA Cup 2008 Jesi, Italia Cemento $10,000 Singolare - Doppio                                                  |            |           |               |                  |
| 21 luglio | MTA Cup 2008 Jesi, Italia Cemento $10,000 Singolare - Doppio                                                  |            |           |               |                  |
| 21 luglio | BMW AHG Cup 2008 Horb, Germania Terra rossa $10,000 Singolare - Doppio                                        |            |           |               |                  |
| 21 luglio | BMW AHG Cup 2008 Horb, Germania Terra rossa $10,000 Singolare - Doppio                                        |            |           |               |                  |
| 21 luglio | ITF Roller Open 2008 Pétange, Lussemburgo Terra rossa $75,000 Singolare - Doppio                              |            |           |               |                  |
| 21 luglio | ITF Roller Open 2008 Pétange, Lussemburgo Terra rossa $75,000 Singolare - Doppio                              |            |           |               |                  |
| 21 luglio | Thon Hotel Gausdal Future 2008 Gausdal, Norvegia Cemento $10,000 Singolare - Doppio                           |            |           |               |                  |
| 21 luglio | Thon Hotel Gausdal Future 2008 Gausdal, Norvegia Cemento $10,000 Singolare - Doppio                           |            |           |               |                  |
| 21 luglio | Trofeul Boromir 2008 Hunedoara, Romania Terra rossa $10,000 Singolare - Doppio                                |            |           |               |                  |
| 21 luglio | Trofeul Boromir 2008 Hunedoara, Romania Terra rossa $10,000 Singolare - Doppio                                |            |           |               |                  |
| 21 luglio | Kharkiv Ladies Cup 2008 Charkiv, Ucraina Terra rossa $25,000 Singolare - Doppio                               |            |           |               |                  |
| 21 luglio | Kharkiv Ladies Cup 2008 Charkiv, Ucraina Terra rossa $25,000 Singolare - Doppio                               |            |           |               |                  |
| 21 luglio | Fifth Third Bank Tennis Championships 2008 Lexington, USA Cemento $50,000 Singolare - Doppio                  |            |           |               |                  |
| 21 luglio | Fifth Third Bank Tennis Championships 2008 Lexington, USA Cemento $50,000 Singolare - Doppio                  |            |           |               |                  |
| 21 luglio | Women's Hospital Classic 2008 Evansville, USA Cemento $10,000 Singolare - Doppio                              |            |           |               |                  |
| 21 luglio | Women's Hospital Classic 2008 Evansville, USA Cemento $10,000 Singolare - Doppio                              |            |           |               |                  |
| 21 luglio | ITF Women's Circuit Rabat 2008 Rabat, Marocco Terra rossa $10,000 Singolare - Doppio                          |            |           |               |                  |
| 21 luglio | ITF Women's Circuit Rabat 2008 Rabat, Marocco Terra rossa $10,000 Singolare - Doppio                          |            |           |               |                  |
| 21 luglio | Taça Brasília de Tênis 2008 Brasilia, Brasile Terra rossa $10,000 Singolare - Doppio                          |            |           |               |                  |
| 21 luglio | Taça Brasília de Tênis 2008 Brasilia, Brasile Terra rossa $10,000 Singolare - Doppio                          |            |           |               |                  |
| 28 luglio | Odlum Brown Vancouver Open 2008 Vancouver, Canada Cemento $50,000 Singolare - Doppio                          |            |           |               |                  |
| 28 luglio | Odlum Brown Vancouver Open 2008 Vancouver, Canada Cemento $50,000 Singolare - Doppio                          |            |           |               |                  |
| 28 luglio | Credicard Citi Mastercard Tennis Cup 2008 Campos do Jordão, Brasile Cemento $25,000 Singolare - Doppio        |            |           |               |                  |
| 28 luglio | Credicard Citi Mastercard Tennis Cup 2008 Campos do Jordão, Brasile Cemento $25,000 Singolare - Doppio        |            |           |               |                  |
| 28 luglio | Obihiro-Tokachi Open 2008 Obihiro, Giappone Sintetico $25,000 Singolare - Doppio                              |            |           |               |                  |
| 28 luglio | Obihiro-Tokachi Open 2008 Obihiro, Giappone Sintetico $25,000 Singolare - Doppio                              |            |           |               |                  |
| 28 luglio | Heartland Clinic USTA Women's Tennis Classic 2008 St. Joseph, USA Cemento $10,000 Singolare - Doppio          |            |           |               |                  |
| 28 luglio | Heartland Clinic USTA Women's Tennis Classic 2008 St. Joseph, USA Cemento $10,000 Singolare - Doppio          |            |           |               |                  |
| 28 luglio | ITF Women's Circuit Rabat 2008 Rabat, Marocco Terra rossa $10,000 Singolare - Doppio                          |            |           |               |                  |
| 28 luglio | ITF Women's Circuit Rabat 2008 Rabat, Marocco Terra rossa $10,000 Singolare - Doppio                          |            |           |               |                  |
| 28 luglio | Surakarta Cup 2008 Surakarta, Indonesia Cemento $10,000 Singolare - Doppio                                    |            |           |               |                  |
| 28 luglio | Surakarta Cup 2008 Surakarta, Indonesia Cemento $10,000 Singolare - Doppio                                    |            |           |               |                  |
| 28 luglio | Megaron Ladies Open 2008 Dnipropetrovs'k, Ucraina Terra rossa $50,000+H Singolare - Doppio                    |            |           |               |                  |
| 28 luglio | Megaron Ladies Open 2008 Dnipropetrovs'k, Ucraina Terra rossa $50,000+H Singolare - Doppio                    |            |           |               |                  |
| 28 luglio | Cidade de Vigo 2008 Vigo, Spagna Cemento $25,000 Singolare - Doppio                                           |            |           |               |                  |
| 28 luglio | Cidade de Vigo 2008 Vigo, Spagna Cemento $25,000 Singolare - Doppio                                           |            |           |               |                  |
| 28 luglio | Ceisa Cup 2008 Rimini, Italia Terra rossa $75,000 Singolare - Doppio                                          |            |           |               |                  |
| 28 luglio | Ceisa Cup 2008 Rimini, Italia Terra rossa $75,000 Singolare - Doppio                                          |            |           |               |                  |
| 28 luglio | Trofeo Città di Gardone Val Trompia 2008 Gardone Val Trompia, Italia Terra rossa $10,000 Singolare - Doppio   |            |           |               |                  |
| 28 luglio | Trofeo Città di Gardone Val Trompia 2008 Gardone Val Trompia, Italia Terra rossa $10,000 Singolare - Doppio   |            |           |               |                  |
| 28 luglio | Knoll Open 2008 Bad Saulgau, Germania Terra rossa $25,000 Singolare - Doppio                                  |            |           |               |                  |
| 28 luglio | Knoll Open 2008 Bad Saulgau, Germania Terra rossa $25,000 Singolare - Doppio                                  |            |           |               |                  |
| 28 luglio | Tampere Open 2008 Tampere, Finlandia Terra rossa $10,000 Singolare - Doppio                                   |            |           |               |                  |
| 28 luglio | Tampere Open 2008 Tampere, Finlandia Terra rossa $10,000 Singolare - Doppio                                   |            |           |               |                  |
| 28 luglio | Trofeul Ilie Nastase 2008 Arad, Romania Terra rossa $10,000 Singolare - Doppio                                |            |           |               |                  |
| 28 luglio | Trofeul Ilie Nastase 2008 Arad, Romania Terra rossa $10,000 Singolare - Doppio                                |            |           |               |                  |

## Agosto
| Settimana | Torneo | Vincitrice | Finalista | Semifinaliste | Quarti di finale |
| --------- | --- | ---------- | --------- | ------------- | ---------------- |
| 4 agosto  | ITF Women's Circuit Monterrey 2008 Monterrey, Messico Cemento $100,000+H Singolare - Doppio                                 |            |           |               |                  |
| 4 agosto  | ITF Women's Circuit Monterrey 2008 Monterrey, Messico Cemento $100,000+H Singolare - Doppio                                 |            |           |               |                  |
| 4 agosto  | Garuda Indonesia Championships Jakarta 2008 Giacarta, Indonesia Cemento $10,000 Singolare - Doppio                          |            |           |               |                  |
| 4 agosto  | Garuda Indonesia Championships Jakarta 2008 Giacarta, Indonesia Cemento $10,000 Singolare - Doppio                          |            |           |               |                  |
| 4 agosto  | ITF Ladies Future Vienna 2008 Vienna, Austria Terra rossa $10,000 Singolare - Doppio                                        |            |           |               |                  |
| 4 agosto  | ITF Ladies Future Vienna 2008 Vienna, Austria Terra rossa $10,000 Singolare - Doppio                                        |            |           |               |                  |
| 4 agosto  | Rebecq Ladiez Trophy 2008 Rebecq, Belgio Terra rossa $10,000 Singolare - Doppio                                             |            |           |               |                  |
| 4 agosto  | Rebecq Ladiez Trophy 2008 Rebecq, Belgio Terra rossa $10,000 Singolare - Doppio                                             |            |           |               |                  |
| 4 agosto  | Moscow Open 2008 Mosca, Russia Terra rossa $75,000 Singolare - Doppio                                                       |            |           |               |                  |
| 4 agosto  | Moscow Open 2008 Mosca, Russia Terra rossa $75,000 Singolare - Doppio                                                       |            |           |               |                  |
| 4 agosto  | Monteroni International 2008 Monteroni d'Arbia, Italia Terra rossa $25,000 Singolare - Doppio                               |            |           |               |                  |
| 4 agosto  | Monteroni International 2008 Monteroni d'Arbia, Italia Terra rossa $25,000 Singolare - Doppio                               |            |           |               |                  |
| 4 agosto  | Hechingen Ladies Open 2008 Hechingen, Germania Terra rossa $25,000 Singolare - Doppio                                       |            |           |               |                  |
| 4 agosto  | Hechingen Ladies Open 2008 Hechingen, Germania Terra rossa $25,000 Singolare - Doppio                                       |            |           |               |                  |
| 4 agosto  | Savitaipale Ladies Open 2008 Savitaipale, Finlandia Terra rossa $10,000 Singolare - Doppio                                  |            |           |               |                  |
| 4 agosto  | Savitaipale Ladies Open 2008 Savitaipale, Finlandia Terra rossa $10,000 Singolare - Doppio                                  |            |           |               |                  |
| 4 agosto  | Coimbra University Ladies Open 2008 Coimbra, Portogallo Cemento $25,000 Singolare - Doppio                                  |            |           |               |                  |
| 4 agosto  | Coimbra University Ladies Open 2008 Coimbra, Portogallo Cemento $25,000 Singolare - Doppio                                  |            |           |               |                  |
| 11 agosto | Flanders Ladies Trophy Koksijde 2008 Koksijde, Belgio Terra rossa $10,000 Singolare - Doppio                                |            |           |               |                  |
| 11 agosto | Flanders Ladies Trophy Koksijde 2008 Koksijde, Belgio Terra rossa $10,000 Singolare - Doppio                                |            |           |               |                  |
| 11 agosto | Sura Cup 2008 Penza, Russia Terra rossa $50,000 Singolare - Doppio                                                          |            |           |               |                  |
| 11 agosto | Sura Cup 2008 Penza, Russia Terra rossa $50,000 Singolare - Doppio                                                          |            |           |               |                  |
| 11 agosto | Emblem Health Bronx Open 2008 Bronx, USA Cemento $50,000 Singolare - Doppio                                                 |            |           |               |                  |
| 11 agosto | Emblem Health Bronx Open 2008 Bronx, USA Cemento $50,000 Singolare - Doppio                                                 |            |           |               |                  |
| 11 agosto | AEGON Pro Series Cumberland 2008 London-Cumberland, Gran Bretagna Cemento $10,000 Singolare - Doppio                        |            |           |               |                  |
| 11 agosto | AEGON Pro Series Cumberland 2008 London-Cumberland, Gran Bretagna Cemento $10,000 Singolare - Doppio                        |            |           |               |                  |
| 11 agosto | ITF Women's Circuit Palic 2008 Palić, Serbia Terra rossa $50,000 Singolare - Doppio                                         |            |           |               |                  |
| 11 agosto | ITF Women's Circuit Palic 2008 Palić, Serbia Terra rossa $50,000 Singolare - Doppio                                         |            |           |               |                  |
| 11 agosto | Pesaro Open 2008 Pesaro, Italia Terra rossa $10,000 Singolare - Doppio                                                      |            |           |               |                  |
| 11 agosto | Pesaro Open 2008 Pesaro, Italia Terra rossa $10,000 Singolare - Doppio                                                      |            |           |               |                  |
| 11 agosto | Reinert Open 2008 Versmold, Germania Terra rossa $10,000 Singolare - Doppio                                                 |            |           |               |                  |
| 11 agosto | Reinert Open 2008 Versmold, Germania Terra rossa $10,000 Singolare - Doppio                                                 |            |           |               |                  |
| 11 agosto | Memorial Marka Wlodarczyka 2008 Iława, Polonia Terra rossa $10,000 Singolare - Doppio                                       |            |           |               |                  |
| 11 agosto | Memorial Marka Wlodarczyka 2008 Iława, Polonia Terra rossa $10,000 Singolare - Doppio                                       |            |           |               |                  |
| 11 agosto | ITF Women's Circuit Chiang Mai 2008 Chiang Mai, Thailandia Cemento $10,000 Singolare - Doppio                               |            |           |               |                  |
| 11 agosto | ITF Women's Circuit Chiang Mai 2008 Chiang Mai, Thailandia Cemento $10,000 Singolare - Doppio                               |            |           |               |                  |
| 18 agosto | ITF Women's Circuit Khonkan 2008 Khonkan, Thailandia Cemento $10,000 Singolare - Doppio                                     |            |           |               |                  |
| 18 agosto | ITF Women's Circuit Khonkan 2008 Khonkan, Thailandia Cemento $10,000 Singolare - Doppio                                     |            |           |               |                  |
| 18 agosto | Copa Okinoi 2008 Bell Ville, Argentina Terra rossa $10,000 Singolare - Doppio                                               |            |           |               |                  |
| 18 agosto | Copa Okinoi 2008 Bell Ville, Argentina Terra rossa $10,000 Singolare - Doppio                                               |            |           |               |                  |
| 18 agosto | Trofeo Torrisi Crea 2008 Tre Castagni, Italia Cemento $10,000 Singolare - Doppio                                            |            |           |               |                  |
| 18 agosto | Trofeo Torrisi Crea 2008 Tre Castagni, Italia Cemento $10,000 Singolare - Doppio                                            |            |           |               |                  |
| 18 agosto | Internationale Tennismeisterschaften von Schleswig-Holstein 2008 Wahlstedt, Germania Terra rossa $10,000 Singolare - Doppio |            |           |               |                  |
| 18 agosto | Internationale Tennismeisterschaften von Schleswig-Holstein 2008 Wahlstedt, Germania Terra rossa $10,000 Singolare - Doppio |            |           |               |                  |
| 18 agosto | Twents Open 2008 Enschede, Paesi Bassi Terra rossa $10,000 Singolare - Doppio                                               |            |           |               |                  |
| 18 agosto | Twents Open 2008 Enschede, Paesi Bassi Terra rossa $10,000 Singolare - Doppio                                               |            |           |               |                  |
| 18 agosto | Vinkovci Open 2008 Vinkovci, Croazia Cemento $10,000 Singolare - Doppio                                                     |            |           |               |                  |
| 18 agosto | Vinkovci Open 2008 Vinkovci, Croazia Cemento $10,000 Singolare - Doppio                                                     |            |           |               |                  |
| 18 agosto | Westend Ladies Tennis Cup 2008 Westende, Belgio Cemento $25,000 Singolare - Doppio                                          |            |           |               |                  |
| 18 agosto | Westend Ladies Tennis Cup 2008 Westende, Belgio Cemento $25,000 Singolare - Doppio                                          |            |           |               |                  |
| 18 agosto | ITF Women's Circuit Kedzierzyn-Kozle 2008 Kędzierzyn-Koźle, Polonia Terra rossa $10,000 Singolare - Doppio                  |            |           |               |                  |
| 18 agosto | ITF Women's Circuit Kedzierzyn-Kozle 2008 Kędzierzyn-Koźle, Polonia Terra rossa $10,000 Singolare - Doppio                  |            |           |               |                  |
| 18 agosto | ITF Gimhae Women's Challeneger Tennis 2008 Gimhae, Corea del Sud Cemento $10,000 Singolare - Doppio                         |            |           |               |                  |
| 18 agosto | ITF Gimhae Women's Challeneger Tennis 2008 Gimhae, Corea del Sud Cemento $10,000 Singolare - Doppio                         |            |           |               |                  |
| 18 agosto | Multisport Cup 2008 Mosca, Russia Terra rossa $25,000 Singolare - Doppio                                                    |            |           |               |                  |
| 18 agosto | Multisport Cup 2008 Mosca, Russia Terra rossa $25,000 Singolare - Doppio                                                    |            |           |               |                  |
| 25 agosto | The Green Women's Circuit 2008 Saitama, Giappone Cemento $10,000 Singolare - Doppio                                         |            |           |               |                  |
| 25 agosto | The Green Women's Circuit 2008 Saitama, Giappone Cemento $10,000 Singolare - Doppio                                         |            |           |               |                  |
| 25 agosto | ITF Gimhae Women’s Challeneger Tennis 2008 Gimhae, Corea del Sud Cemento $10,000 Singolare - Doppio                         |            |           |               |                  |
| 25 agosto | ITF Gimhae Women’s Challeneger Tennis 2008 Gimhae, Corea del Sud Cemento $10,000 Singolare - Doppio                         |            |           |               |                  |
| 25 agosto | KELAG Ladies Open 2008 Portschach, Austria Terra rossa $10,000 Singolare - Doppio                                           |            |           |               |                  |
| 25 agosto | KELAG Ladies Open 2008 Portschach, Austria Terra rossa $10,000 Singolare - Doppio                                           |            |           |               |                  |
| 25 agosto | Trofeu Ciutat De Mollerussa 2008 Mollerusa, Spagna Cemento $10,000 Singolare - Doppio                                       |            |           |               |                  |
| 25 agosto | Trofeu Ciutat De Mollerussa 2008 Mollerusa, Spagna Cemento $10,000 Singolare - Doppio                                       |            |           |               |                  |
| 25 agosto | Città di Vittoria 2008 Vittoria, Italia Terra rossa $10,000 Singolare - Doppio                                              |            |           |               |                  |
| 25 agosto | Città di Vittoria 2008 Vittoria, Italia Terra rossa $10,000 Singolare - Doppio                                              |            |           |               |                  |
| 25 agosto | Katowice Open 2008 Katowice, Polonia Terra rossa $25,000 Singolare - Doppio                                                 |            |           |               |                  |
| 25 agosto | Katowice Open 2008 Katowice, Polonia Terra rossa $25,000 Singolare - Doppio                                                 |            |           |               |                  |
| 25 agosto | Bokx Vastgoed Open 2008 Vlaardingen, Paesi Bassi Terra rossa $25,000 Singolare - Doppio                                     |            |           |               |                  |
| 25 agosto | Bokx Vastgoed Open 2008 Vlaardingen, Paesi Bassi Terra rossa $25,000 Singolare - Doppio                                     |            |           |               |                  |
| 25 agosto | Trofeul Distrigaz Sud 2008 Bucarest, Romania Terra rossa $10,000 Singolare - Doppio                                         |            |           |               |                  |
| 25 agosto | Trofeul Distrigaz Sud 2008 Bucarest, Romania Terra rossa $10,000 Singolare - Doppio                                         |            |           |               |                  |
| 25 agosto | ITF Women's Circuit Zhukovskyi 2008 Žukovskij, Russia Cemento $10,000 Singolare - Doppio                                    |            |           |               |                  |
| 25 agosto | ITF Women's Circuit Zhukovskyi 2008 Žukovskij, Russia Cemento $10,000 Singolare - Doppio                                    |            |           |               |                  |
| 25 agosto | Zentiva Open 2008 Praga, Repubblica Ceca Terra rossa $10,000 Singolare - Doppio                                             |            |           |               |                  |
| 25 agosto | Zentiva Open 2008 Praga, Repubblica Ceca Terra rossa $10,000 Singolare - Doppio                                             |            |           |               |                  |
| 25 agosto | Asociacion Argentina de Tenis Women Circuit 2008 Buenos Aires, Argentina Terra rossa $10,000 Singolare - Doppio             |            |           |               |                  |
| 25 agosto | Asociacion Argentina de Tenis Women Circuit 2008 Buenos Aires, Argentina Terra rossa $10,000 Singolare - Doppio             |            |           |               |                  |
| 25 agosto | ITF Women's Circuit La Marsa 2008 La Marsa, Tunisia Terra rossa $10,000 Singolare - Doppio                                  |            |           |               |                  |
| 25 agosto | ITF Women's Circuit La Marsa 2008 La Marsa, Tunisia Terra rossa $10,000 Singolare - Doppio                                  |            |           |               |                  |
| 25 agosto | Chang ITF Thailand Pro Circuit Nonthaburi 2008 Nonthaburi, Thailandia Cemento $10,000 Singolare - Doppio                    |            |           |               |                  |
| 25 agosto | Chang ITF Thailand Pro Circuit Nonthaburi 2008 Nonthaburi, Thailandia Cemento $10,000 Singolare - Doppio                    |            |           |               |                  |

## Settembre
| Settimana    | Torneo | Vincitrice | Finalista | Semifinaliste | Quarti di finale |
| ------------ | --- | ---------- | --------- | ------------- | ---------------- |
| 1º settembre | Asociacion Argentina de Tenis Women Circuit 2008 Buenos Aires, Argentina Terra rossa $10,000 Singolare - Doppio |            |           |               |                  |
| 1º settembre | Asociacion Argentina de Tenis Women Circuit 2008 Buenos Aires, Argentina Terra rossa $10,000 Singolare - Doppio |            |           |               |                  |
| 1º settembre | RC Sport Trophy 2008 Brno, Repubblica Ceca Terra rossa $25,000 Singolare - Doppio                               |            |           |               |                  |
| 1º settembre | RC Sport Trophy 2008 Brno, Repubblica Ceca Terra rossa $25,000 Singolare - Doppio                               |            |           |               |                  |
| 1º settembre | Open GDF SUEZ de la Porte du Hainaut 2008 Denain, Francia Terra rossa $75,000 Singolare - Doppio                |            |           |               |                  |
| 1º settembre | Open GDF SUEZ de la Porte du Hainaut 2008 Denain, Francia Terra rossa $75,000 Singolare - Doppio                |            |           |               |                  |
| 1º settembre | Infond Open 2008 Maribor, Slovenia Terra rossa $50,000 Singolare - Doppio                                       |            |           |               |                  |
| 1º settembre | Infond Open 2008 Maribor, Slovenia Terra rossa $50,000 Singolare - Doppio                                       |            |           |               |                  |
| 1º settembre | ITF Women's Circuit Baku 2008 Baku, Azerbaigian Terra rossa $10,000 Singolare - Doppio                          |            |           |               |                  |
| 1º settembre | ITF Women's Circuit Baku 2008 Baku, Azerbaigian Terra rossa $10,000 Singolare - Doppio                          |            |           |               |                  |
| 1º settembre | Internazionali della Valle d'Itria 2008 Martina Franca, Italia Terra rossa $25,000 Singolare - Doppio           |            |           |               |                  |
| 1º settembre | Internazionali della Valle d'Itria 2008 Martina Franca, Italia Terra rossa $25,000 Singolare - Doppio           |            |           |               |                  |
| 1º settembre | TEAN International 2008 Alphen ad Rijn, Paesi Bassi Terra rossa $25,000 Singolare - Doppio                      |            |           |               |                  |
| 1º settembre | TEAN International 2008 Alphen ad Rijn, Paesi Bassi Terra rossa $25,000 Singolare - Doppio                      |            |           |               |                  |
| 1º settembre | Trofeul Distrigaz Sud 2008 Brașov, Romania Terra rossa $10,000 Singolare - Doppio                               |            |           |               |                  |
| 1º settembre | Trofeul Distrigaz Sud 2008 Brașov, Romania Terra rossa $10,000 Singolare - Doppio                               |            |           |               |                  |
| 1º settembre | Brcko Ladies Open 2008 Brčko, Bosnia ed Erzegovina Terra rossa $10,000 Singolare - Doppio                       |            |           |               |                  |
| 1º settembre | Brcko Ladies Open 2008 Brčko, Bosnia ed Erzegovina Terra rossa $10,000 Singolare - Doppio                       |            |           |               |                  |
| 1º settembre | Torneio Internacional de Tênis Cidade de Barueri 2008 Barueri, Brasile Cemento $10,000 Singolare - Doppio       |            |           |               |                  |
| 1º settembre | Torneio Internacional de Tênis Cidade de Barueri 2008 Barueri, Brasile Cemento $10,000 Singolare - Doppio       |            |           |               |                  |
| 1º settembre | $25,000 TBA 2008 TBA, Australia Cemento $25,000                                                                 |            |           |               |                  |
| 1º settembre | $25,000 TBA 2008 TBA, Australia Cemento $25,000                                                                 |            |           |               |                  |
| 1º settembre | Sekisho Challenge Open 2008 Tsukuba, Giappone Cemento $25,000 Singolare - Doppio                                |            |           |               |                  |
| 1º settembre | Sekisho Challenge Open 2008 Tsukuba, Giappone Cemento $25,000 Singolare - Doppio                                |            |           |               |                  |
| 1º settembre | ITF Women's Circuit Go Yang 2008 Go Yang, Corea del Sud Cemento $10,000 Singolare - Doppio                      |            |           |               |                  |
| 1º settembre | ITF Women's Circuit Go Yang 2008 Go Yang, Corea del Sud Cemento $10,000 Singolare - Doppio                      |            |           |               |                  |
| 8 settembre  | Noto International Women's Open 2008 Noto, Giappone Sintetico $25,000 Singolare - Doppio                        |            |           |               |                  |
| 8 settembre  | Noto International Women's Open 2008 Noto, Giappone Sintetico $25,000 Singolare - Doppio                        |            |           |               |                  |
| 8 settembre  | Sarajevo Ladies Open 2008 Sarajevo, Bosnia ed Erzegovina Terra rossa $25,000 Singolare - Doppio                 |            |           |               |                  |
| 8 settembre  | Sarajevo Ladies Open 2008 Sarajevo, Bosnia ed Erzegovina Terra rossa $25,000 Singolare - Doppio                 |            |           |               |                  |
| 8 settembre  | Trofeig Ana Huidobro 2008 Lleida, Spagna Terra rossa $10,000 Singolare - Doppio                                 |            |           |               |                  |
| 8 settembre  | Trofeig Ana Huidobro 2008 Lleida, Spagna Terra rossa $10,000 Singolare - Doppio                                 |            |           |               |                  |
| 8 settembre  | Ciampino Open 2008 Ciampino, Italia Terra rossa $10,000 Singolare - Doppio                                      |            |           |               |                  |
| 8 settembre  | Ciampino Open 2008 Ciampino, Italia Terra rossa $10,000 Singolare - Doppio                                      |            |           |               |                  |
| 8 settembre  | Innsbruck Open 2008 Innsbruck, Austria Terra rossa $10,000 Singolare - Doppio                                   |            |           |               |                  |
| 8 settembre  | Innsbruck Open 2008 Innsbruck, Austria Terra rossa $10,000 Singolare - Doppio                                   |            |           |               |                  |
| 8 settembre  | Tbilisi Open 2008 Tbilisi, Georgia Terra rossa $10,000 Singolare - Doppio                                       |            |           |               |                  |
| 8 settembre  | Tbilisi Open 2008 Tbilisi, Georgia Terra rossa $10,000 Singolare - Doppio                                       |            |           |               |                  |
| 8 settembre  | ITF Women's Circuit Budapest-Idom 2008 Budapest, Ungheria Terra rossa $10,000 Singolare - Doppio                |            |           |               |                  |
| 8 settembre  | ITF Women's Circuit Budapest-Idom 2008 Budapest, Ungheria Terra rossa $10,000 Singolare - Doppio                |            |           |               |                  |
| 8 settembre  | Vogue Athens Open 2008 Atene, Grecia Terra rossa $100,000+H Singolare - Doppio                                  |            |           |               |                  |
| 8 settembre  | Vogue Athens Open 2008 Atene, Grecia Terra rossa $100,000+H Singolare - Doppio                                  |            |           |               |                  |
| 8 settembre  | Torneo Club Campestre de Celaya 2008 Celeya, Messico Terra rossa $10,000 Singolare - Doppio                     |            |           |               |                  |
| 8 settembre  | Torneo Club Campestre de Celaya 2008 Celeya, Messico Terra rossa $10,000 Singolare - Doppio                     |            |           |               |                  |
| 8 settembre  | ITF Women's Circuit Bogotà 2008 Bogotà, Colombia Terra rossa $10,000 Singolare - Doppio                         |            |           |               |                  |
| 8 settembre  | ITF Women's Circuit Bogotà 2008 Bogotà, Colombia Terra rossa $10,000 Singolare - Doppio                         |            |           |               |                  |
| 8 settembre  | ITF Women's Circuit Santos 2008 Santos, Brasile Terra rossa $10,000 Singolare - Doppio                          |            |           |               |                  |
| 8 settembre  | ITF Women's Circuit Santos 2008 Santos, Brasile Terra rossa $10,000 Singolare - Doppio                          |            |           |               |                  |
| 8 settembre  | Bobo Zander Open Ruse 2008 Ruse, Bulgaria Terra rossa $25,000 Singolare - Doppio                                |            |           |               |                  |
| 8 settembre  | Bobo Zander Open Ruse 2008 Ruse, Bulgaria Terra rossa $25,000 Singolare - Doppio                                |            |           |               |                  |
| 8 settembre  | ITF Women's Circuit Go Yang 2008 Go Yang, Corea del Sud Cemento $10,000 Singolare - Doppio                      |            |           |               |                  |
| 8 settembre  | ITF Women's Circuit Go Yang 2008 Go Yang, Corea del Sud Cemento $10,000 Singolare - Doppio                      |            |           |               |                  |
| 8 settembre  | Sapronov-tennis Kharkiv Ladies Cup 2008 Charkiv, Ucraina Cemento $100,000+H Singolare - Doppio                  |            |           |               |                  |
| 8 settembre  | Sapronov-tennis Kharkiv Ladies Cup 2008 Charkiv, Ucraina Cemento $100,000+H Singolare - Doppio                  |            |           |               |                  |
| 8 settembre  | Rockhampton Tennis International 2008 Rockhampton, Australia Cemento $25,000 Singolare - Doppio                 |            |           |               |                  |
| 8 settembre  | Rockhampton Tennis International 2008 Rockhampton, Australia Cemento $25,000 Singolare - Doppio                 |            |           |               |                  |
| 15 settembre | Yusa Open 2008 Kyoto, Giappone Sintetico $10,000 Singolare - Doppio                                             |            |           |               |                  |
| 15 settembre | Yusa Open 2008 Kyoto, Giappone Sintetico $10,000 Singolare - Doppio                                             |            |           |               |                  |
| 15 settembre | Tbilisi Open 2008 Tbilisi, Georgia Terra rossa $10,000 Singolare - Doppio                                       |            |           |               |                  |
| 15 settembre | Tbilisi Open 2008 Tbilisi, Georgia Terra rossa $10,000 Singolare - Doppio                                       |            |           |               |                  |
| 15 settembre | ITF Women's Circuit Chihuahua 2008 Chihuahua, Messico Terra rossa $10,000 Singolare - Doppio                    |            |           |               |                  |
| 15 settembre | ITF Women's Circuit Chihuahua 2008 Chihuahua, Messico Terra rossa $10,000 Singolare - Doppio                    |            |           |               |                  |
| 15 settembre | ITF Women's Circuit Stupava 2008 Stupava, Slovacchia Terra rossa $10,000 Singolare - Doppio                     |            |           |               |                  |
| 15 settembre | ITF Women's Circuit Stupava 2008 Stupava, Slovacchia Terra rossa $10,000 Singolare - Doppio                     |            |           |               |                  |
| 15 settembre | Allianz Cup 2008 Sofia, Bulgaria Terra rossa $100,000 Singolare - Doppio                                        |            |           |               |                  |
| 15 settembre | Allianz Cup 2008 Sofia, Bulgaria Terra rossa $100,000 Singolare - Doppio                                        |            |           |               |                  |
| 15 settembre | Save Cup 2008 Mestre, Italia Terra rossa $50,000 Singolare - Doppio                                             |            |           |               |                  |
| 15 settembre | Save Cup 2008 Mestre, Italia Terra rossa $50,000 Singolare - Doppio                                             |            |           |               |                  |
| 15 settembre | Trofeo Società Gestioni Energetiche 2008 Casale Monferrato, Italia Terra rossa $10,000 Singolare - Doppio       |            |           |               |                  |
| 15 settembre | Trofeo Società Gestioni Energetiche 2008 Casale Monferrato, Italia Terra rossa $10,000 Singolare - Doppio       |            |           |               |                  |
| 15 settembre | ITF Women's Circuit Kawana 2008 Kawana, Australia Cemento $25,000 Singolare - Doppio                            |            |           |               |                  |
| 15 settembre | ITF Women's Circuit Kawana 2008 Kawana, Australia Cemento $25,000 Singolare - Doppio                            |            |           |               |                  |
| 15 settembre | Open GDF SUEZ Région Limousin 2008 Limoges, Francia Cemento $10,000 Singolare - Doppio                          |            |           |               |                  |
| 15 settembre | Open GDF SUEZ Région Limousin 2008 Limoges, Francia Cemento $10,000 Singolare - Doppio                          |            |           |               |                  |
| 15 settembre | Tbilisi Open 2008 Tbilisi, Georgia Cemento $25,000 Singolare - Doppio                                           |            |           |               |                  |
| 15 settembre | Tbilisi Open 2008 Tbilisi, Georgia Cemento $25,000 Singolare - Doppio                                           |            |           |               |                  |
| 15 settembre | Torneo Internacional Ciudad De Alcorcon 2008 Madrid, Spagna Cemento $25,000 Singolare - Doppio                  |            |           |               |                  |
| 15 settembre | Torneo Internacional Ciudad De Alcorcon 2008 Madrid, Spagna Cemento $25,000 Singolare - Doppio                  |            |           |               |                  |
| 15 settembre | Coleman Vision Tennis Championships 2008 Albuquerque, USA Cemento $75,000 Singolare - Doppio                    |            |           |               |                  |
| 15 settembre | Coleman Vision Tennis Championships 2008 Albuquerque, USA Cemento $75,000 Singolare - Doppio                    |            |           |               |                  |
| 15 settembre | Karshi Womens 2008 Karshi, Uzbekistan Cemento $25,000 Singolare - Doppio                                        |            |           |               |                  |
| 15 settembre | Karshi Womens 2008 Karshi, Uzbekistan Cemento $25,000 Singolare - Doppio                                        |            |           |               |                  |
| 22 settembre | ITF Women's Circuit Volos 2008 Volos, Grecia Sintetico $10,000 Singolare - Doppio                               |            |           |               |                  |
| 22 settembre | ITF Women's Circuit Volos 2008 Volos, Grecia Sintetico $10,000 Singolare - Doppio                               |            |           |               |                  |
| 22 settembre | Trofeo Città di Lecce 2008 Lecce, Italia Terra rossa $25,000 Singolare - Doppio                                 |            |           |               |                  |
| 22 settembre | Trofeo Città di Lecce 2008 Lecce, Italia Terra rossa $25,000 Singolare - Doppio                                 |            |           |               |                  |
| 22 settembre | Royal Cup 2008 Podgorica, Montenegro Terra rossa $25,000 Singolare - Doppio                                     |            |           |               |                  |
| 22 settembre | Royal Cup 2008 Podgorica, Montenegro Terra rossa $25,000 Singolare - Doppio                                     |            |           |               |                  |
| 22 settembre | CSKA Cup 2008 Sofia, Bulgaria Terra rossa $10,000 Singolare - Doppio                                            |            |           |               |                  |
| 22 settembre | CSKA Cup 2008 Sofia, Bulgaria Terra rossa $10,000 Singolare - Doppio                                            |            |           |               |                  |
| 22 settembre | ITF Women's Circuit Chihuahua 2008 Chihuahua, Messico Terra rossa $25,000 Singolare - Doppio                    |            |           |               |                  |
| 22 settembre | ITF Women's Circuit Chihuahua 2008 Chihuahua, Messico Terra rossa $25,000 Singolare - Doppio                    |            |           |               |                  |
| 22 settembre | ITF Women's Circuit Serra Negra 2008 Serra Negra, Brasile Terra rossa $10,000 Singolare - Doppio                |            |           |               |                  |
| 22 settembre | ITF Women's Circuit Serra Negra 2008 Serra Negra, Brasile Terra rossa $10,000 Singolare - Doppio                |            |           |               |                  |
| 22 settembre | ITF Women's Circuit Ashland 2008 Ashland, USA Cemento $50,000 Singolare - Doppio                                |            |           |               |                  |
| 22 settembre | ITF Women's Circuit Ashland 2008 Ashland, USA Cemento $50,000 Singolare - Doppio                                |            |           |               |                  |
| 22 settembre | Open GDF SUEZ Clermont-Ferrand 2008 Clermont-Ferrand, Francia Cemento $10,000 Singolare - Doppio                |            |           |               |                  |
| 22 settembre | Open GDF SUEZ Clermont-Ferrand 2008 Clermont-Ferrand, Francia Cemento $10,000 Singolare - Doppio                |            |           |               |                  |
| 22 settembre | ITF Granada Trofeo Mapfre 2008 Granada, Spagna Cemento $25,000 Singolare - Doppio                               |            |           |               |                  |
| 22 settembre | ITF Granada Trofeo Mapfre 2008 Granada, Spagna Cemento $25,000 Singolare - Doppio                               |            |           |               |                  |
| 22 settembre | AEGON Pro Series Shrewsbury 2008 Shrewsbury, Gran Bretagna Cemento $75,000 Singolare - Doppio                   |            |           |               |                  |
| 22 settembre | AEGON Pro Series Shrewsbury 2008 Shrewsbury, Gran Bretagna Cemento $75,000 Singolare - Doppio                   |            |           |               |                  |
| 22 settembre | Batumi Open 2008 Batumi, Georgia Cemento $25,000 Singolare - Doppio                                             |            |           |               |                  |
| 22 settembre | Batumi Open 2008 Batumi, Georgia Cemento $25,000 Singolare - Doppio                                             |            |           |               |                  |
| 22 settembre | $25,000 TBA 2008 TBA, Australia Cemento $25,000                                                                 |            |           |               |                  |
| 22 settembre | $25,000 TBA 2008 TBA, Australia Cemento $25,000                                                                 |            |           |               |                  |
| 29 settembre | ITF Women's Circuit Curitiba 2008 Curitiba, Brasile Terra rossa $10,000 Singolare - Doppio                      |            |           |               |                  |
| 29 settembre | ITF Women's Circuit Curitiba 2008 Curitiba, Brasile Terra rossa $10,000 Singolare - Doppio                      |            |           |               |                  |
| 29 settembre | Porto Open 2008 Porto, Portogallo Terra rossa $10,000 Singolare - Doppio                                        |            |           |               |                  |
| 29 settembre | Porto Open 2008 Porto, Portogallo Terra rossa $10,000 Singolare - Doppio                                        |            |           |               |                  |
| 29 settembre | ITF Women's Circuit Juarez 2008 Ciudad Juárez, Messico Terra rossa $50,000+H Singolare - Doppio                 |            |           |               |                  |
| 29 settembre | ITF Women's Circuit Juarez 2008 Ciudad Juárez, Messico Terra rossa $50,000+H Singolare - Doppio                 |            |           |               |                  |
| 29 settembre | Interhotel Sandanski Cup 2008 Sandanski, Bulgaria Terra rossa $10,000 Singolare - Doppio                        |            |           |               |                  |
| 29 settembre | Interhotel Sandanski Cup 2008 Sandanski, Bulgaria Terra rossa $10,000 Singolare - Doppio                        |            |           |               |                  |
| 29 settembre | OrtoLaakarit Open 2008 Helsinki, Finlandia Cemento $25,000 Singolare - Doppio                                   |            |           |               |                  |
| 29 settembre | OrtoLaakarit Open 2008 Helsinki, Finlandia Cemento $25,000 Singolare - Doppio                                   |            |           |               |                  |
| 29 settembre | Les Franqueses Del Valles Open 2008 Les Franqueses del Vallès, Spagna Cemento $10,000 Singolare - Doppio        |            |           |               |                  |
| 29 settembre | Les Franqueses Del Valles Open 2008 Les Franqueses del Vallès, Spagna Cemento $10,000 Singolare - Doppio        |            |           |               |                  |
| 29 settembre | ITF Women's Circuit Mytilene 2008 Mitilene, Grecia Cemento $10,000 Singolare - Doppio                           |            |           |               |                  |
| 29 settembre | ITF Women's Circuit Mytilene 2008 Mitilene, Grecia Cemento $10,000 Singolare - Doppio                           |            |           |               |                  |
| 29 settembre | USTA Tennis Classic of Troy 2008 Troy, USA Cemento $50,000 Singolare - Doppio                                   |            |           |               |                  |
| 29 settembre | USTA Tennis Classic of Troy 2008 Troy, USA Cemento $50,000 Singolare - Doppio                                   |            |           |               |                  |

## Ottobre
| Settimana  | Torneo | Vincitrice | Finalista | Semifinaliste | Quarti di finale |
| ---------- | --- | ---------- | --------- | ------------- | ---------------- |
| 6 ottobre  | Open GDF Suez de Touraine 2008 Joué-lès-Tours, Francia Cemento $50,000 Singolare - Doppio                                       |            |           |               |                  |
| 6 ottobre  | Open GDF Suez de Touraine 2008 Joué-lès-Tours, Francia Cemento $50,000 Singolare - Doppio                                       |            |           |               |                  |
| 6 ottobre  | AEGON Pro Series Barnstaple 2008 Barnstaple, Gran Bretagna Cemento $50,000 Singolare - Doppio                                   |            |           |               |                  |
| 6 ottobre  | AEGON Pro Series Barnstaple 2008 Barnstaple, Gran Bretagna Cemento $50,000 Singolare - Doppio                                   |            |           |               |                  |
| 6 ottobre  | ITF Women's Circuit Pittsburgh 2008 Pittsburgh, USA Cemento $50,000 Singolare - Doppio                                          |            |           |               |                  |
| 6 ottobre  | ITF Women's Circuit Pittsburgh 2008 Pittsburgh, USA Cemento $50,000 Singolare - Doppio                                          |            |           |               |                  |
| 6 ottobre  | ITF Femenil San Luis Potosí 2008 San Luis Potosí, Messico Cemento $25,000 Singolare - Doppio                                    |            |           |               |                  |
| 6 ottobre  | ITF Femenil San Luis Potosí 2008 San Luis Potosí, Messico Cemento $25,000 Singolare - Doppio                                    |            |           |               |                  |
| 6 ottobre  | Latrobe City Tennis International 2008 Traralgon, Australia Cemento $25,000 Singolare - Doppio                                  |            |           |               |                  |
| 6 ottobre  | Latrobe City Tennis International 2008 Traralgon, Australia Cemento $25,000 Singolare - Doppio                                  |            |           |               |                  |
| 6 ottobre  | ITF Women's Circuit Southlake 2008 Southlake, USA Cemento $10,000 Singolare - Doppio                                            |            |           |               |                  |
| 6 ottobre  | ITF Women's Circuit Southlake 2008 Southlake, USA Cemento $10,000 Singolare - Doppio                                            |            |           |               |                  |
| 6 ottobre  | Circuito Feminino de Tenis do Estado de São Paulo 2008 Mogi das Cruzes, Brasile Terra rossa $10,000 Singolare - Doppio          |            |           |               |                  |
| 6 ottobre  | Circuito Feminino de Tenis do Estado de São Paulo 2008 Mogi das Cruzes, Brasile Terra rossa $10,000 Singolare - Doppio          |            |           |               |                  |
| 6 ottobre  | Jounieh Open 2008 Jounieh, Libano Terra rossa $50,000+H Singolare - Doppio                                                      |            |           |               |                  |
| 6 ottobre  | Jounieh Open 2008 Jounieh, Libano Terra rossa $50,000+H Singolare - Doppio                                                      |            |           |               |                  |
| 6 ottobre  | ITF Women's Circuit Reggio Calabria 2008 Reggio Calabria, Italia Terra rossa $25,000 Singolare - Doppio                         |            |           |               |                  |
| 6 ottobre  | ITF Women's Circuit Reggio Calabria 2008 Reggio Calabria, Italia Terra rossa $25,000 Singolare - Doppio                         |            |           |               |                  |
| 6 ottobre  | Womens Futures Real Club de Polo 2008 Barcellona, Spagna Terra rossa $10,000 Singolare - Doppio                                 |            |           |               |                  |
| 6 ottobre  | Womens Futures Real Club de Polo 2008 Barcellona, Spagna Terra rossa $10,000 Singolare - Doppio                                 |            |           |               |                  |
| 6 ottobre  | Torneo Thessaloniki Tennis Club 2008 Salonicco, Grecia Terra rossa $10,000 Singolare - Doppio                                   |            |           |               |                  |
| 6 ottobre  | Torneo Thessaloniki Tennis Club 2008 Salonicco, Grecia Terra rossa $10,000 Singolare - Doppio                                   |            |           |               |                  |
| 6 ottobre  | Solverde Tenis Cup 2008 Espinho, Portogallo Terra rossa $10,000 Singolare - Doppio                                              |            |           |               |                  |
| 6 ottobre  | Solverde Tenis Cup 2008 Espinho, Portogallo Terra rossa $10,000 Singolare - Doppio                                              |            |           |               |                  |
| 6 ottobre  | ITF Women's Circuit Santa Cruz 2008 Santa Cruz de la Sierra, Bolivia Terra rossa $10,000 Singolare - Doppio                     |            |           |               |                  |
| 6 ottobre  | ITF Women's Circuit Santa Cruz 2008 Santa Cruz de la Sierra, Bolivia Terra rossa $10,000 Singolare - Doppio                     |            |           |               |                  |
| 13 ottobre | Internazionali Tennis Val Gardena Südtirol 2008 Ortisei, Italia Sintetico $100,000 Singolare - Doppio                           |            |           |               |                  |
| 13 ottobre | Internazionali Tennis Val Gardena Südtirol 2008 Ortisei, Italia Sintetico $100,000 Singolare - Doppio                           |            |           |               |                  |
| 13 ottobre | Gosen Cup Swingbeach Makinohara International Ladies Open Tennis 2008 Makinohara, Giappone Sintetico $25,000 Singolare - Doppio |            |           |               |                  |
| 13 ottobre | Gosen Cup Swingbeach Makinohara International Ladies Open Tennis 2008 Makinohara, Giappone Sintetico $25,000 Singolare - Doppio |            |           |               |                  |
| 13 ottobre | Sapronov-tennis Kharkiv Ladies Cup 2008 Charkiv, Ucraina Sintetico $10,000 Singolare - Doppio                                   |            |           |               |                  |
| 13 ottobre | Sapronov-tennis Kharkiv Ladies Cup 2008 Charkiv, Ucraina Sintetico $10,000 Singolare - Doppio                                   |            |           |               |                  |
| 13 ottobre | ITF Women's Circuit Lima 2008 Lima, Perù Terra rossa $10,000 Singolare - Doppio                                                 |            |           |               |                  |
| 13 ottobre | ITF Women's Circuit Lima 2008 Lima, Perù Terra rossa $10,000 Singolare - Doppio                                                 |            |           |               |                  |
| 13 ottobre | Internacionales de Andalucía Femeninos 2008 Siviglia, Spagna Terra rossa $10,000 Singolare - Doppio                             |            |           |               |                  |
| 13 ottobre | Internacionales de Andalucía Femeninos 2008 Siviglia, Spagna Terra rossa $10,000 Singolare - Doppio                             |            |           |               |                  |
| 13 ottobre | Babin Kuk Open 2008 Ragusa, Croazia Terra rossa $10,000 Singolare - Doppio                                                      |            |           |               |                  |
| 13 ottobre | Babin Kuk Open 2008 Ragusa, Croazia Terra rossa $10,000 Singolare - Doppio                                                      |            |           |               |                  |
| 13 ottobre | Internazionali Città di Settimo San Pietro 2008 Settimo San Pietro, Italia Terra rossa $10,000 Singolare - Doppio               |            |           |               |                  |
| 13 ottobre | Internazionali Città di Settimo San Pietro 2008 Settimo San Pietro, Italia Terra rossa $10,000 Singolare - Doppio               |            |           |               |                  |
| 13 ottobre | Tevlin Challenger 2008 Toronto, Canada Cemento $50,000 Singolare - Doppio                                                       |            |           |               |                  |
| 13 ottobre | Tevlin Challenger 2008 Toronto, Canada Cemento $50,000 Singolare - Doppio                                                       |            |           |               |                  |
| 13 ottobre | ITF Women's Circuit Lawrenceville 2008 Lawrenceville, USA Cemento $50,000 Singolare - Doppio                                    |            |           |               |                  |
| 13 ottobre | ITF Women's Circuit Lawrenceville 2008 Lawrenceville, USA Cemento $50,000 Singolare - Doppio                                    |            |           |               |                  |
| 13 ottobre | Open International de la Ville de Saint Raphael 2008 Saint-Raphaël, Francia Cemento $50,000 Singolare - Doppio                  |            |           |               |                  |
| 13 ottobre | Open International de la Ville de Saint Raphael 2008 Saint-Raphaël, Francia Cemento $50,000 Singolare - Doppio                  |            |           |               |                  |
| 13 ottobre | Governor's Cup Lagos 2008 Lagos, Nigeria Cemento $25,000 Singolare - Doppio                                                     |            |           |               |                  |
| 13 ottobre | Governor's Cup Lagos 2008 Lagos, Nigeria Cemento $25,000 Singolare - Doppio                                                     |            |           |               |                  |
| 13 ottobre | ITF Women's Circuit Messico City 2008 Città del Messico, Messico Cemento $25,000 Singolare - Doppio                             |            |           |               |                  |
| 13 ottobre | ITF Women's Circuit Messico City 2008 Città del Messico, Messico Cemento $25,000 Singolare - Doppio                             |            |           |               |                  |
| 13 ottobre | City of Mount Gambier Blue Lake Women's Classic 2008 Mount Gambier, Australia Cemento $25,000 Singolare - Doppio                |            |           |               |                  |
| 13 ottobre | City of Mount Gambier Blue Lake Women's Classic 2008 Mount Gambier, Australia Cemento $25,000 Singolare - Doppio                |            |           |               |                  |
| 13 ottobre | ITF Women's Circuit St. Louis 2008 St. Louis, USA Cemento $10,000 Singolare - Doppio                                            |            |           |               |                  |
| 13 ottobre | ITF Women's Circuit St. Louis 2008 St. Louis, USA Cemento $10,000 Singolare - Doppio                                            |            |           |               |                  |
| 13 ottobre | Hyfas Ladies Open 2008 Lisbona, Portogallo Cemento $10,000 Singolare - Doppio                                                   |            |           |               |                  |
| 13 ottobre | Hyfas Ladies Open 2008 Lisbona, Portogallo Cemento $10,000 Singolare - Doppio                                                   |            |           |               |                  |
| 20 ottobre | ITF Women's Circuit Lima 2008 Lima, Perù Terra rossa $10,000 Singolare - Doppio                                                 |            |           |               |                  |
| 20 ottobre | ITF Women's Circuit Lima 2008 Lima, Perù Terra rossa $10,000 Singolare - Doppio                                                 |            |           |               |                  |
| 20 ottobre | Torneo Internacional de Tenis Sant Cugat 2008 Sant Cugat del Vallès, Spagna Terra rossa $10,000 Singolare - Doppio              |            |           |               |                  |
| 20 ottobre | Torneo Internacional de Tenis Sant Cugat 2008 Sant Cugat del Vallès, Spagna Terra rossa $10,000 Singolare - Doppio              |            |           |               |                  |
| 20 ottobre | Dubrovnik Ladies Open 2008 Ragusa, Croazia Terra rossa $10,000 Singolare - Doppio                                               |            |           |               |                  |
| 20 ottobre | Dubrovnik Ladies Open 2008 Ragusa, Croazia Terra rossa $10,000 Singolare - Doppio                                               |            |           |               |                  |
| 20 ottobre | Fundação da Cidade Vila Real de Sto António 2008 Vila Real de Santo António, Portogallo Terra rossa $10,000 Singolare - Doppio  |            |           |               |                  |
| 20 ottobre | Fundação da Cidade Vila Real de Sto António 2008 Vila Real de Santo António, Portogallo Terra rossa $10,000 Singolare - Doppio  |            |           |               |                  |
| 20 ottobre | OEC Taipei Ladies Open 2008 Taipei, Taiwan Sintetico $100,000+H Singolare - Doppio                                              |            |           |               |                  |
| 20 ottobre | OEC Taipei Ladies Open 2008 Taipei, Taiwan Sintetico $100,000+H Singolare - Doppio                                              |            |           |               |                  |
| 20 ottobre | Gubernator Cup 2008 Podol'sk, Russia Sintetico $50,000 Singolare - Doppio                                                       |            |           |               |                  |
| 20 ottobre | Gubernator Cup 2008 Podol'sk, Russia Sintetico $50,000 Singolare - Doppio                                                       |            |           |               |                  |
| 20 ottobre | Tokyu Harvest Cup Hamanako 2008 Hamanako, Giappone Sintetico $25,000 Singolare - Doppio                                         |            |           |               |                  |
| 20 ottobre | Tokyu Harvest Cup Hamanako 2008 Hamanako, Giappone Sintetico $25,000 Singolare - Doppio                                         |            |           |               |                  |
| 20 ottobre | Internationaux Féminins de la Vienne 2008 Poitiers, Francia Cemento $100,000 Singolare - Doppio                                 |            |           |               |                  |
| 20 ottobre | Internationaux Féminins de la Vienne 2008 Poitiers, Francia Cemento $100,000 Singolare - Doppio                                 |            |           |               |                  |
| 20 ottobre | National Bank Challenger Saguenay 2008 Saguenay, Canada Cemento $50,000 Singolare - Doppio                                      |            |           |               |                  |
| 20 ottobre | National Bank Challenger Saguenay 2008 Saguenay, Canada Cemento $50,000 Singolare - Doppio                                      |            |           |               |                  |
| 20 ottobre | AEGON Pro Series Glasgow 2008 Glasgow, Gran Bretagna Cemento $25,000 Singolare - Doppio                                         |            |           |               |                  |
| 20 ottobre | AEGON Pro Series Glasgow 2008 Glasgow, Gran Bretagna Cemento $25,000 Singolare - Doppio                                         |            |           |               |                  |
| 20 ottobre | ITF Women's Circuit Augusta 2008 Augusta, USA Cemento $25,000 Singolare - Doppio                                                |            |           |               |                  |
| 20 ottobre | ITF Women's Circuit Augusta 2008 Augusta, USA Cemento $25,000 Singolare - Doppio                                                |            |           |               |                  |
| 20 ottobre | Governor's Cup Lagos 2008 Lagos, Nigeria Cemento $25,000 Singolare - Doppio                                                     |            |           |               |                  |
| 20 ottobre | Governor's Cup Lagos 2008 Lagos, Nigeria Cemento $25,000 Singolare - Doppio                                                     |            |           |               |                  |
| 20 ottobre | Nyrstar Port Pirie Tennis International 2008 Port Pirie, Australia Cemento $25,000 Singolare - Doppio                           |            |           |               |                  |
| 20 ottobre | Nyrstar Port Pirie Tennis International 2008 Port Pirie, Australia Cemento $25,000 Singolare - Doppio                           |            |           |               |                  |
| 20 ottobre | ITF Women's Circuit Messico City 2008 Città del Messico, Messico Cemento $10,000 Singolare - Doppio                             |            |           |               |                  |
| 20 ottobre | ITF Women's Circuit Messico City 2008 Città del Messico, Messico Cemento $10,000 Singolare - Doppio                             |            |           |               |                  |
| 20 ottobre | Torneo Internazionale Eleonora d'Arborea 2008 Oristano, Italia Cemento $10,000 Singolare - Doppio                               |            |           |               |                  |
| 20 ottobre | Torneo Internazionale Eleonora d'Arborea 2008 Oristano, Italia Cemento $10,000 Singolare - Doppio                               |            |           |               |                  |
| 20 ottobre | ITF Women's Circuit Valencia 2008 Valencia, Venezuela Cemento $10,000 Singolare - Doppio                                        |            |           |               |                  |
| 20 ottobre | ITF Women's Circuit Valencia 2008 Valencia, Venezuela Cemento $10,000 Singolare - Doppio                                        |            |           |               |                  |
| 20 ottobre | ITF Women's Circuit Pretoria 2008 Pretoria, Sudafrica Cemento $10,000 Singolare - Doppio                                        |            |           |               |                  |
| 20 ottobre | ITF Women's Circuit Pretoria 2008 Pretoria, Sudafrica Cemento $10,000 Singolare - Doppio                                        |            |           |               |                  |
| 27 ottobre | ITF Women's Circuit Lima 2008 Lima, Perù Terra rossa $10,000 Singolare - Doppio                                                 |            |           |               |                  |
| 27 ottobre | ITF Women's Circuit Lima 2008 Lima, Perù Terra rossa $10,000 Singolare - Doppio                                                 |            |           |               |                  |
| 27 ottobre | ITF Women's Circuit Pretoria 2008 Pretoria, Sudafrica Cemento $10,000 Singolare - Doppio                                        |            |           |               |                  |
| 27 ottobre | ITF Women's Circuit Pretoria 2008 Pretoria, Sudafrica Cemento $10,000 Singolare - Doppio                                        |            |           |               |                  |
| 27 ottobre | ITF Women's Circuit Valencia 2008 Valencia, Venezuela Cemento $10,000 Singolare - Doppio                                        |            |           |               |                  |
| 27 ottobre | ITF Women's Circuit Valencia 2008 Valencia, Venezuela Cemento $10,000 Singolare - Doppio                                        |            |           |               |                  |
| 27 ottobre | Ritro Slovak Open 2008 Bratislava, Slovacchia Cemento $100,000+H Singolare - Doppio                                             |            |           |               |                  |
| 27 ottobre | Ritro Slovak Open 2008 Bratislava, Slovacchia Cemento $100,000+H Singolare - Doppio                                             |            |           |               |                  |
| 27 ottobre | Open GDF SUEZ Nantes Atlantique 2008 Nantes, Francia Cemento $50,000+H Singolare - Doppio                                       |            |           |               |                  |
| 27 ottobre | Open GDF SUEZ Nantes Atlantique 2008 Nantes, Francia Cemento $50,000+H Singolare - Doppio                                       |            |           |               |                  |
| 27 ottobre | Rakuten Japan Open 2008 Tokyo, Giappone Cemento $50,000 Singolare - Doppio                                                      |            |           |               |                  |
| 27 ottobre | Rakuten Japan Open 2008 Tokyo, Giappone Cemento $50,000 Singolare - Doppio                                                      |            |           |               |                  |
| 27 ottobre | Republican Girls 2008 Istanbul-Ted, Turchia Cemento $25,000 Singolare - Doppio                                                  |            |           |               |                  |
| 27 ottobre | Republican Girls 2008 Istanbul-Ted, Turchia Cemento $25,000 Singolare - Doppio                                                  |            |           |               |                  |
| 27 ottobre | Stockholm Ladies 2008 Stoccolma, Svezia Cemento $10,000 Singolare - Doppio                                                      |            |           |               |                  |
| 27 ottobre | Stockholm Ladies 2008 Stoccolma, Svezia Cemento $10,000 Singolare - Doppio                                                      |            |           |               |                  |
| 27 ottobre | Marjorie Sherman Women's Circuit 2008 Ramle, Israele Cemento $10,000 Singolare - Doppio                                         |            |           |               |                  |
| 27 ottobre | Marjorie Sherman Women's Circuit 2008 Ramle, Israele Cemento $10,000 Singolare - Doppio                                         |            |           |               |                  |
| 27 ottobre | ITF Women's Circuit Messico City 2008 Città del Messico, Messico Cemento $10,000 Singolare - Doppio                             |            |           |               |                  |
| 27 ottobre | ITF Women's Circuit Messico City 2008 Città del Messico, Messico Cemento $10,000 Singolare - Doppio                             |            |           |               |                  |

## Novembre
| Settimana   | Torneo | Vincitrice | Finalista | Semifinaliste | Quarti di finale |
| ----------- | --- | ---------- | --------- | ------------- | ---------------- |
| 3 novembre  | ITF Women's Circuit El Menzah 2008 El Menzah, Tunisia Cemento $10,000 Singolare - Doppio                                       |            |           |               |                  |
| 3 novembre  | ITF Women's Circuit El Menzah 2008 El Menzah, Tunisia Cemento $10,000 Singolare - Doppio                                       |            |           |               |                  |
| 3 novembre  | Krakow Open 2008 Cracovia, Polonia Cemento $100,000+H Singolare - Doppio                                                       |            |           |               |                  |
| 3 novembre  | Krakow Open 2008 Cracovia, Polonia Cemento $100,000+H Singolare - Doppio                                                       |            |           |               |                  |
| 3 novembre  | ITF Women's Circuit Auburn 2008 Auburn, USA Cemento $50,000 Singolare - Doppio                                                 |            |           |               |                  |
| 3 novembre  | ITF Women's Circuit Auburn 2008 Auburn, USA Cemento $50,000 Singolare - Doppio                                                 |            |           |               |                  |
| 3 novembre  | AEGON Pro Series Sunderland 2008 Sunderland, Gran Bretagna Cemento $10,000 Singolare - Doppio                                  |            |           |               |                  |
| 3 novembre  | AEGON Pro Series Sunderland 2008 Sunderland, Gran Bretagna Cemento $10,000 Singolare - Doppio                                  |            |           |               |                  |
| 3 novembre  | ITF Bueschl Open 2008 Ismaning, Germania Sintetico $50,000 Singolare - Doppio                                                  |            |           |               |                  |
| 3 novembre  | ITF Bueschl Open 2008 Ismaning, Germania Sintetico $50,000 Singolare - Doppio                                                  |            |           |               |                  |
| 3 novembre  | Open du Havre 2008 Le Havre, Francia Terra rossa $10,000 Singolare - Doppio                                                    |            |           |               |                  |
| 3 novembre  | Open du Havre 2008 Le Havre, Francia Terra rossa $10,000 Singolare - Doppio                                                    |            |           |               |                  |
| 3 novembre  | ITF Women's Circuit Mallorca 2008 Maiorca, Spagna Terra rossa $10,000 Singolare - Doppio                                       |            |           |               |                  |
| 3 novembre  | ITF Women's Circuit Mallorca 2008 Maiorca, Spagna Terra rossa $10,000 Singolare - Doppio                                       |            |           |               |                  |
| 3 novembre  | Fundação da Cidade Vila Real de Sto António 2008 Vila Real de Santo António, Portogallo Terra rossa $10,000 Singolare - Doppio |            |           |               |                  |
| 3 novembre  | Fundação da Cidade Vila Real de Sto António 2008 Vila Real de Santo António, Portogallo Terra rossa $10,000 Singolare - Doppio |            |           |               |                  |
| 3 novembre  | ITF Women's Circuit Asuncion 2008 Asunción, Paraguay Terra rossa $10,000 Singolare - Doppio                                    |            |           |               |                  |
| 3 novembre  | ITF Women's Circuit Asuncion 2008 Asunción, Paraguay Terra rossa $10,000 Singolare - Doppio                                    |            |           |               |                  |
| 10 novembre | Internationaux de Touques 2008 Deauville, Francia Terra rossa $50,000 Singolare - Doppio                                       |            |           |               |                  |
| 10 novembre | Internationaux de Touques 2008 Deauville, Francia Terra rossa $50,000 Singolare - Doppio                                       |            |           |               |                  |
| 10 novembre | ITF Women's Circuit Mallorca 2008 Maiorca, Spagna Terra rossa $10,000 Singolare - Doppio                                       |            |           |               |                  |
| 10 novembre | ITF Women's Circuit Mallorca 2008 Maiorca, Spagna Terra rossa $10,000 Singolare - Doppio                                       |            |           |               |                  |
| 10 novembre | ITF Women's Circuit Santiago 2008 Santiago, Cile Terra rossa $10,000 Singolare - Doppio                                        |            |           |               |                  |
| 10 novembre | ITF Women's Circuit Santiago 2008 Santiago, Cile Terra rossa $10,000 Singolare - Doppio                                        |            |           |               |                  |
| 10 novembre | ITF Women's Circuit San Diego 2008 San Diego, USA Cemento $50,000 Singolare - Doppio                                           |            |           |               |                  |
| 10 novembre | ITF Women's Circuit San Diego 2008 San Diego, USA Cemento $50,000 Singolare - Doppio                                           |            |           |               |                  |
| 10 novembre | MTB Bank 2008 Minsk, Bielorussia Cemento $50,000 Singolare - Doppio                                                            |            |           |               |                  |
| 10 novembre | MTB Bank 2008 Minsk, Bielorussia Cemento $50,000 Singolare - Doppio                                                            |            |           |               |                  |
| 10 novembre | The Jersey International 2008 Jersey, Gran Bretagna Cemento $10,000 Singolare - Doppio                                         |            |           |               |                  |
| 10 novembre | The Jersey International 2008 Jersey, Gran Bretagna Cemento $10,000 Singolare - Doppio                                         |            |           |               |                  |
| 10 novembre | Smart ITF Women's Circuit 2008 Manila, Filippine Cemento $10,000 Singolare - Doppio                                            |            |           |               |                  |
| 10 novembre | Smart ITF Women's Circuit 2008 Manila, Filippine Cemento $10,000 Singolare - Doppio                                            |            |           |               |                  |
| 10 novembre | Abierto Queretaro de Tenis 2008 Querétaro, Messico Cemento $10,000 Singolare - Doppio                                          |            |           |               |                  |
| 10 novembre | Abierto Queretaro de Tenis 2008 Querétaro, Messico Cemento $10,000 Singolare - Doppio                                          |            |           |               |                  |
| 10 novembre | NECC ITF Women's Tennis Tournament 2008 Pune, India Cemento $25,000 Singolare - Doppio                                         |            |           |               |                  |
| 10 novembre | NECC ITF Women's Tennis Tournament 2008 Pune, India Cemento $25,000 Singolare - Doppio                                         |            |           |               |                  |
| 17 novembre | Nordea Danish Open 2008 Odense, Danimarca Sintetico $100,000 Singolare - Doppio                                                |            |           |               |                  |
| 17 novembre | Nordea Danish Open 2008 Odense, Danimarca Sintetico $100,000 Singolare - Doppio                                                |            |           |               |                  |
| 17 novembre | Hart Open 2008 Opole, Polonia Sintetico $25,000 Singolare - Doppio                                                             |            |           |               |                  |
| 17 novembre | Hart Open 2008 Opole, Polonia Sintetico $25,000 Singolare - Doppio                                                             |            |           |               |                  |
| 17 novembre | ITF Women's Circuit Montevideo 2008 Montevideo, Uruguay Terra rossa $10,000 Singolare - Doppio                                 |            |           |               |                  |
| 17 novembre | ITF Women's Circuit Montevideo 2008 Montevideo, Uruguay Terra rossa $10,000 Singolare - Doppio                                 |            |           |               |                  |
| 17 novembre | Ciudad de Quito 2008 Quito, Ecuador Terra rossa $10,000 Singolare - Doppio                                                     |            |           |               |                  |
| 17 novembre | Ciudad de Quito 2008 Quito, Ecuador Terra rossa $10,000 Singolare - Doppio                                                     |            |           |               |                  |
| 17 novembre | Al Habtoor Future Challenge 2008 Dubai, Emirati Arabi Uniti Cemento $10,000 Singolare - Doppio                                 |            |           |               |                  |
| 17 novembre | Al Habtoor Future Challenge 2008 Dubai, Emirati Arabi Uniti Cemento $10,000 Singolare - Doppio                                 |            |           |               |                  |
| 17 novembre | ITF Women's Circuit Kolkata 2008 Calcutta, India Cemento $50,000 Singolare - Doppio                                            |            |           |               |                  |
| 17 novembre | ITF Women's Circuit Kolkata 2008 Calcutta, India Cemento $50,000 Singolare - Doppio                                            |            |           |               |                  |
| 17 novembre | Astana Womens 2008 Astana, Kazakistan Cemento $25,000 Singolare - Doppio                                                       |            |           |               |                  |
| 17 novembre | Astana Womens 2008 Astana, Kazakistan Cemento $25,000 Singolare - Doppio                                                       |            |           |               |                  |
| 17 novembre | Goldwater Women's Tennis Classic 2008 Phoenix, Mauritius Cemento $25,000 Singolare - Doppio                                    |            |           |               |                  |
| 17 novembre | Goldwater Women's Tennis Classic 2008 Phoenix, Mauritius Cemento $25,000 Singolare - Doppio                                    |            |           |               |                  |
| 17 novembre | Abierto Femenil de Tenis Puebla de Los Angeles 2008 Puebla, Messico Cemento $25,000 Singolare - Doppio                         |            |           |               |                  |
| 17 novembre | Abierto Femenil de Tenis Puebla de Los Angeles 2008 Puebla, Messico Cemento $25,000 Singolare - Doppio                         |            |           |               |                  |
| 17 novembre | Smart ITF Women's Circuit 2 2008 Manila, Filippine Cemento $10,000 Singolare - Doppio                                          |            |           |               |                  |
| 17 novembre | Smart ITF Women's Circuit 2 2008 Manila, Filippine Cemento $10,000 Singolare - Doppio                                          |            |           |               |                  |
| 24 novembre | Toyota Challenger 2008 Toyota, Giappone Sintetico $75,000+H Singolare - Doppio                                                 |            |           |               |                  |
| 24 novembre | Toyota Challenger 2008 Toyota, Giappone Sintetico $75,000+H Singolare - Doppio                                                 |            |           |               |                  |
| 24 novembre | Ciudad de Quito 2008 Quito, Ecuador Terra rossa $10,000 Singolare - Doppio                                                     |            |           |               |                  |
| 24 novembre | Ciudad de Quito 2008 Quito, Ecuador Terra rossa $10,000 Singolare - Doppio                                                     |            |           |               |                  |
| 24 novembre | Asociacion Argentina de Tenis Women Circuit 2008 Buenos Aires, Argentina Terra rossa $10,000 Singolare - Doppio                |            |           |               |                  |
| 24 novembre | Asociacion Argentina de Tenis Women Circuit 2008 Buenos Aires, Argentina Terra rossa $10,000 Singolare - Doppio                |            |           |               |                  |
| 24 novembre | Torneo Internacional Ciudad de Vall de Uxò 2008 Vallduxo, Spagna Terra rossa $10,000 Singolare - Doppio                        |            |           |               |                  |
| 24 novembre | Torneo Internacional Ciudad de Vall de Uxò 2008 Vallduxo, Spagna Terra rossa $10,000 Singolare - Doppio                        |            |           |               |                  |
| 24 novembre | ITF Women's Circuit Islamabad 2008 Islamabad, Pakistan Terra rossa $10,000 Singolare - Doppio                                  |            |           |               |                  |
| 24 novembre | ITF Women's Circuit Islamabad 2008 Islamabad, Pakistan Terra rossa $10,000 Singolare - Doppio                                  |            |           |               |                  |
| 24 novembre | ITF Women's Circuit Saint Denis-La Reunion Island 2008 Saint Denis, Francia Cemento $25,000 Singolare - Doppio                 |            |           |               |                  |
| 24 novembre | ITF Women's Circuit Saint Denis-La Reunion Island 2008 Saint Denis, Francia Cemento $25,000 Singolare - Doppio                 |            |           |               |                  |
| 24 novembre | ITF Women's Circuit Cordoba 2008 Córdoba, Messico Cemento $10,000 Singolare - Doppio                                           |            |           |               |                  |
| 24 novembre | ITF Women's Circuit Cordoba 2008 Córdoba, Messico Cemento $10,000 Singolare - Doppio                                           |            |           |               |                  |
| 24 novembre | Perth International 2 2008 Perth, Australia Cemento $25,000 Singolare - Doppio                                                 |            |           |               |                  |
| 24 novembre | Perth International 2 2008 Perth, Australia Cemento $25,000 Singolare - Doppio                                                 |            |           |               |                  |

## Dicembre
| Settimana   | Torneo | Vincitrice | Finalista | Semifinaliste | Quarti di finale |
| ----------- | --- | ---------- | --------- | ------------- | ---------------- |
| 1º dicembre | ITF Ciudad de Vinaros 2008 Vinaròs, Spagna Terra rossa $10,000 Singolare - Doppio                               |            |           |               |                  |
| 1º dicembre | ITF Ciudad de Vinaros 2008 Vinaròs, Spagna Terra rossa $10,000 Singolare - Doppio                               |            |           |               |                  |
| 1º dicembre | ITF Women's Circuit Islamabad 2008 Islamabad, Pakistan Terra rossa $10,000 Singolare - Doppio                   |            |           |               |                  |
| 1º dicembre | ITF Women's Circuit Islamabad 2008 Islamabad, Pakistan Terra rossa $10,000 Singolare - Doppio                   |            |           |               |                  |
| 1º dicembre | Sorrento International 2008 Sorrento, Australia Cemento $25,000 Singolare - Doppio                              |            |           |               |                  |
| 1º dicembre | Sorrento International 2008 Sorrento, Australia Cemento $25,000 Singolare - Doppio                              |            |           |               |                  |
| 1º dicembre | Asociacion Argentina de Tenis Women Circuit 2008 Buenos Aires, Argentina Terra rossa $10,000 Singolare - Doppio |            |           |               |                  |
| 1º dicembre | Asociacion Argentina de Tenis Women Circuit 2008 Buenos Aires, Argentina Terra rossa $10,000 Singolare - Doppio |            |           |               |                  |
| 1º dicembre | ITF Women's Circuit Fortaleza 2008 Fortaleza, Brasile Cemento $10,000 Singolare - Doppio                        |            |           |               |                  |
| 1º dicembre | ITF Women's Circuit Fortaleza 2008 Fortaleza, Brasile Cemento $10,000 Singolare - Doppio                        |            |           |               |                  |
| 1º dicembre | Copa Occindetal Miramar 2008 L'Avana, Cuba Cemento $10,000 Singolare - Doppio                                   |            |           |               |                  |
| 1º dicembre | Copa Occindetal Miramar 2008 L'Avana, Cuba Cemento $10,000 Singolare - Doppio                                   |            |           |               |                  |
| 8 dicembre  | Copa Occindetal Miramar 2 2008 L'Avana, Cuba Cemento $10,000 Singolare - Doppio                                 |            |           |               |                  |
| 8 dicembre  | Copa Occindetal Miramar 2 2008 L'Avana, Cuba Cemento $10,000 Singolare - Doppio                                 |            |           |               |                  |
| 8 dicembre  | Zubr Cup 2008 Přerov, Repubblica Ceca Cemento indoor $25,000 Singolare - Doppio                                 |            |           |               |                  |
| 8 dicembre  | Zubr Cup 2008 Přerov, Repubblica Ceca Cemento indoor $25,000 Singolare - Doppio                                 |            |           |               |                  |
| 8 dicembre  | Femenino Ciudad de Benicarló 2008 Benicarló, Spagna Terra rossa $10,000 Singolare - Doppio                      |            |           |               |                  |
| 8 dicembre  | Femenino Ciudad de Benicarló 2008 Benicarló, Spagna Terra rossa $10,000 Singolare - Doppio                      |            |           |               |                  |
| 8 dicembre  | Ciudad de Quito 2008 Quito, Ecuador erra battuta $10,000 Singolare - Doppio                                     |            |           |               |                  |
| 8 dicembre  | Ciudad de Quito 2008 Quito, Ecuador erra battuta $10,000 Singolare - Doppio                                     |            |           |               |                  |
| 15 dicembre | Ciudad de Quito 2008 Quito, Ecuador Terra rossa $10,000 Singolare - Doppio                                      |            |           |               |                  |
| 15 dicembre | Ciudad de Quito 2008 Quito, Ecuador Terra rossa $10,000 Singolare - Doppio                                      |            |           |               |                  |
| 15 dicembre | Al Habtoor Future Challenge 2008 Dubai, Emirati Arabi Uniti Cemento $75,000 Singolare - Doppio                  |            |           |               |                  |
| 15 dicembre | Al Habtoor Future Challenge 2008 Dubai, Emirati Arabi Uniti Cemento $75,000 Singolare - Doppio                  |            |           |               |                  |
| 22 dicembre | ITF Women's Circuit Delhi 2008 Delhi, India Cemento $50,000 Singolare - Doppio                                  |            |           |               |                  |
| 22 dicembre | ITF Women's Circuit Delhi 2008 Delhi, India Cemento $50,000 Singolare - Doppio                                  |            |           |               |                  |